# Angri
Angri è un comune italiano di 34 167 abitanti della provincia di Salerno in Campania.

## Geografia fisica

### Territorio
Angri si trova in una posizione centrale tra Napoli e Salerno, nel cuore dell’Agro nocerino-sarnese, un agglomerato urbano che raggruppa 14 comuni della provincia di Salerno. Situata a ridosso dell’area vesuviana e confinante con la città metropolitana di Napoli, Angri, insieme a Scafati, si integra perfettamente nell’estesa conurbazione dell’hinterland napoletano, diventando un punto di collegamento strategico tra le principali città campane.
Inserita nella fertile valle del Sarno, che un tempo faceva parte dell’antica Campania Felix, Angri è rinomata per la sua produttività agricola, grazie al terreno particolarmente favorevole che ha reso questa zona una delle più fruttuose d’Italia.
Il territorio è caratterizzato da un paesaggio pianeggiante a nord, dove dominano le coltivazioni, mentre a sud si eleva progressivamente verso i monti Lattari, una catena montuosa che attraversa la penisola sorrentina.

#### Orografia
A sud vi sono i monti Lattari, accessibili da Via Monte Taccaro e proseguendo per il sentiero CAI 340, partendo dal sentiero della Pace, si arriva poi al Chianiello (montagna del Chianiello, da non confondersi con l'omonima montagna situata nel Cilento), per poi proseguire nel territorio della città di Lettere, tramite il sentiero CAI 346.

#### Idrografia
Il fiume Sarno riceve l'acqua da un torrente-affluente proveniente da Angri, attualmente coperto, è chiamato canale San Tommaso.
È presente anche il colatore Rio Sguazzatoio, anch'esso si incanala nel fiume Sarno.

### Clima
Il clima è solitamente temperato durante tutto l'anno. La vicinanza del mare di Castellammare di Stabia e del fiume Sarno fanno sì che vi sia un clima mediterraneo tipico del meridione italiano. La stagione invernale è solitamente fresca, mitigata dai vicini monti Lattari, che attirano le precipitazioni più fredde. Durante l'estate il clima si presenta umido.
La precipitazione principale è la pioggia, che può durare fino a qualche settimana, poi le giornate ritornano solari, essa si presenta in maniera regolare durante le quattro stagioni, la grandine si registra durante il periodo invernale-primaverile, la neve è invece una precipitazione più rara in città dal momento che è più presente nella zona montana.
- Classificazione climatica: zona C, 1175 GG.

## Origini del nome
Il primo nome usato anticamente per chiamare Angri fu Angra, che significava acqua stagnante o acquitrino; questo toponimo è ancora utilizzato in una zona periferica antica della Città, denominata Paludicella.
Secondo alcuni studiosi, il nome di Angri potrebbe derivare anche da altre denominazioni più antiche, tra le quali figurano:
- Anger: Ancra, Angara o Angre (cfr. la Tabula Peutingeriana: copia documento pergamenaceo del XII-XIII secolo di un'antica carta romana raffigurante ab antiquo le vie dell'Impero romano), toponimo che sta ad indicare i terreni coltivati lungo le sponde di un fiume o un di un affluente dello stesso (vedasi il fiume Sarno).
- Angarius: animale da traino o campestre;
- Angarium: stazione o luogo ove stazionavano i cavalli per essere ferrati o cambiati;
- Angrivari: popolazioni germaniche delle pianure, ribellatesi a Cesare, poi sottomesse a Roma;
- Angaria: stazione di posta, dove i viaggiatori si ristoravano ed effettuavano il cambio dei cavalli.

Nel Medioevo alla città venne cambiato nuovamente il nome, in Ancharia, nella lingua volgare locale dell'epoca, poiché tale nome si addiceva di più al luogo e voleva indicare la fertilità delle campagne e della vegetazione che, all'epoca, si estendevano dalle pendici dei monti Lattari fino alle sponde del fiume Sarno, dove si sviluppava. Infine il nome di Ancharia venne registrato e compare per la prima volta nel Codex Diplomaticus Cavensis (cfr.) dell'856, che si conserva ancora nell'archivio dell'abbazia della Santissima Trinità di Cava de' Tirreni.

## Storia

### Età antica
Nei pressi della Città di Nuceria - Alfaterna (nota nel XXI secolo come Nocera Inferiore, Nocera Superiore, Angri e Sant'Antonio Abate), fu combattuta la battaglia dei Monti Lattari, anche conosciuta come battaglia del Vesuvio (poiché la prima fase dello scontro fu combattuta proprio presso il vulcano), che si svolse nell'ottobre del 552 durante la guerra gotica. Essa fu decisiva per la sconfitta dei Goti e l'affermazione dell'Impero romano d'oriente in Italia. La battaglia fu combattuta fra il generale, dell'Impero Romano d'Oriente, Narsete e l'ultimo re dei Goti, Teia il quale la perse e con essa anche la sua vita. Infine in una località nota come Pizzauto (appellata anche Pozzo dei Goti) si dice che ci siano gli scheletri di alcuni soldati goti, gettati lì dai vincitori, ove è situata la Grancia di San Giacomo del XV secolo. Ad Angri inoltre, è stata intitolata nel sec. XX una strada col nome de Goti, in ricordo di tale battaglia.

### Età medievale
Nel 1290 il re Carlo II d’Angiò assegnò in feudo la Terra d'Angri a Pietro Braherio o de Braheriis.
Il conte Giovanni Zurolo (1382-1440) difese strenuamente la Terra d'Angri all'alba del 24 settembre 1421 dalle soldatesche di Andrea Fortebraccio, meglio noto come Braccio Forte da Montone, durante le "Lotte dinastiche" avvenute nel Regno di Napoli tra Angioini e Aragonesi, per la successione al Trono di Napoli tra Alfonso V d'Aragona e Luigi III d'Angiò, schierandosi a favore di quest'ultimo, cioè del re francese, cui dopo estenuanti assalti subì il cruente assedio — con l'assalto al Castello, un tempo ornato da torri e mura fortificate munite di porte — da parte del capitano di ventura Andrea Forte Braccio da Montone al servizio di Alfonso V d'Aragona a cui aveva chiesto aiuto la sovrana Giovanna II d'Angiò-Durazzo contro il predetto Luigi III d'Angiò e ai suoi fedelissimi proseliti. La cittadella fortificata di Angri resistette ai vari assalti dalle truppe mercenarie, al comando di Braccio Forte da Montone, e dopo l'ultimo assalto (del 24 settembre 1421) al Castello irruppero nelle mura fortificate entrando in città ed effettuarono saccheggi e devastazioni, mentre i militi e i popolani delle città viciniori, come Pagani e Nocera dei Pagani (oggidì, Nocera Inferiore - SA), deposero subito le armi appena seppero della disfatta ovvero della presa d'Angri.
Tra settembre e ottobre del 1425, a seguito dell'intervento della regina Giovanna II d'Angiò-Durazzo, il feudo di Angri venne ripristinato a favore del feudatario il conte Giovanni Zurolo. Lo stesso signore feudale il 26 luglio 1436 fondò, su una preesistente chiesetta o cappella angioina (eretta da Carlo II d'Angiò nel 1288 circa) con annesso ospizio della Carità della seconda metà del XIII secolo (vulgo Maria Vergine della Carità, detta della Pietà, poi Santa Maria Annunziata detta l'Annunziatella), la chiesa della SS. Annunziata di Angri con attiguo ex monastero Domenicano.
Il 26 giugno del 1428 (cfr. Diploma Reale, rilasciato in Castel Capuano - Napoli il 31 agosto del 1428 da Giovanna II d'Angiò-Durazzo e inviato al feudatario della Terra d'Angri Giovanni Zurolo), appellato come "il giorno del riscatto", periodo pedissequo ai precitati fatti del 1421-1425. Questi gli eventi (1421-1425, 1428-1436) a cui è legata la manifestazione storica-rievocativa, Palio Storico Città di Angri, patrocinata dal Comune che si svolge nel mese di settembre di ogni anno.

### Età moderna
Il suo maggiore fasto è riconducibile al XVII e al XVIII secolo, periodo in cui regnarono i principi Doria (1613 -1806), che elevarono il feudo al rango di Principato. I Doria detennero il feudo sino all'abolizione del feudalesimo. Fecero erigere numerosi monumenti ancora esistenti e visitabili. Di particolare interesse il castello di stile vanvitelliano, con logge sovrapposte a scale a tenaglia in pietra nera.

### Età contemporanea
Dal 1806 al 1860 è stata capoluogo dell'omonimo circondario appartenente al Distretto di Salerno del Regno delle Due Sicilie.
Ad Angri è sorta la prima casa della congregazione delle suore di San Giovanni Battista, fondata il 26 settembre 1878 da sant'Alfonso Maria Fusco. La congregazione delle suore di San Giovanni Battista, inizialmente voluta dal fondatore con il nome di "Le nazarene", derivante da Gesù di Nazareth, è stata successivamente ride nominata come "congregazione delle suore di San Giovanni Battista" (battistine) ed è diffusa in tutto il mondo. La prima giovane, Maddalena Caputo, di Angri, fu l'animatrice e la sostenitrice dell'opera insieme ad altre tre giovani del paese. La sera del 25 settembre del 1878 le suore si ritirarono in poche stanze e il 26 settembre, di mattina, sant'Alfonso Maria Fusco, celebrò la santa messa su un misero altare di legno. Il patrimonio iniziale della casa, fu di sole 5 lire. Le quattro giovani vivevano in povertà, sostenendosi insieme alle prime orfanelle con il lavoro dei telai.
Dal 1860 al 1927, durante il Regno d'Italia è stata capoluogo dell'omonimo mandamento appartenente al Circondario di Salerno.
Con la creazione del comune di Pompei, Angri perse la frazione di Bagni in favore del comune di Scafati perché il comune di Scafati dovette cedere alcuni territori all'allora nascente comune di Pompei, in prossimità degli scavi archeologici. Angri ottenne però una nuova frazione, che era Sant'Egidio del Monte Albino ma la perse appena venne elevata al rango di comune autonomo.
Con la caduta del fascismo e la nascita della Repubblica Italiana Angri è diventata un comune autonomo.

### Simboli
Diversi sono i simboli che rappresentano al meglio la città di Angri in Italia, tra civili e religiosi.
Stemma
Lo stemma cittadino è troncato da una fascia d'argento: la parte superiore d'azzurro, a tre monti di verde, la parte inferiore di colore rosso pieno; lo scudo è sormontato da una corona turrita da comune e circondato da una corona intrecciata di foglie di alloro e rovere; al disotto un cartiglio con l'iscrizione: Universitas Terrae Angriae.
Gonfalone
Il gonfalone si presenta come un drappo di colore azzurro e con lo stemma della città angrese al suo centro.

Stemma civico di Angri, recante nel cartiglio la seguente scritta: UNIVERSITAS TERRAE ANGRIAE.

#### Simboli civili

##### Castello o Palazzo Doria
Il Castello o Palazzo Doria è diventato nel corso dei secoli l'emblema della città angrese.

##### Monti Lattari
Di minore importanza anche i monti Lattari, rappresentati nello stemma ufficiale della città, sono un emblema riconosciuto di Angri.

#### Simboli religiosi

##### Statua lignea diSan Giovanni Battista
Nonostante la statua del santo patrono San Giovanni Battista sia inerente alla religione cattolica e al folclore locale, è diventata nel corso dei secoli un emblema unico della città angrese, rappresentando la fede dei suoi abitanti.

## Monumenti e luoghi d'interesse

### Architetture religiose
Vi sono diverse architetture religiose di matrice cristiana di rito cattolico diffuse in tutto il territorio angrese, tra cui: chiese, monasteri, conventi etc., ma anche una cristiana di rito evangelico e un tempio dei testimoni di Geova. Alcune di queste strutture sono andate in disuso nel corso dei secoli.

#### Chiese

##### Chiese cristiane di rito cattolico
In ordine cronologico troviamo diverse chiese sorte dal periodo alto-medioevale ad oggi, tra cui si ricordano in ordine cronologico le seguenti chiese di rito cattolico:

###### Chiesa di San Benedetto da Norcia
Secondo le fonti ufficiali, la chiesa risalirebbe al secolo VII. Venne eretta inizialmente in puro stile gotico. Le sue dimensioni iniziali erano più piccole di come le si possono osservare oggi.
La chiesa si presenta al suo interno con una ripartizione di tre navate, sulle quali si possono ammirare le antiche colonne che reggevano la vecchia chiesa. Le opere artistiche custodite al suo interno sono un prezioso polittico e una pala d'altare attribuite a Cristoforo Scacco e datate 1503.

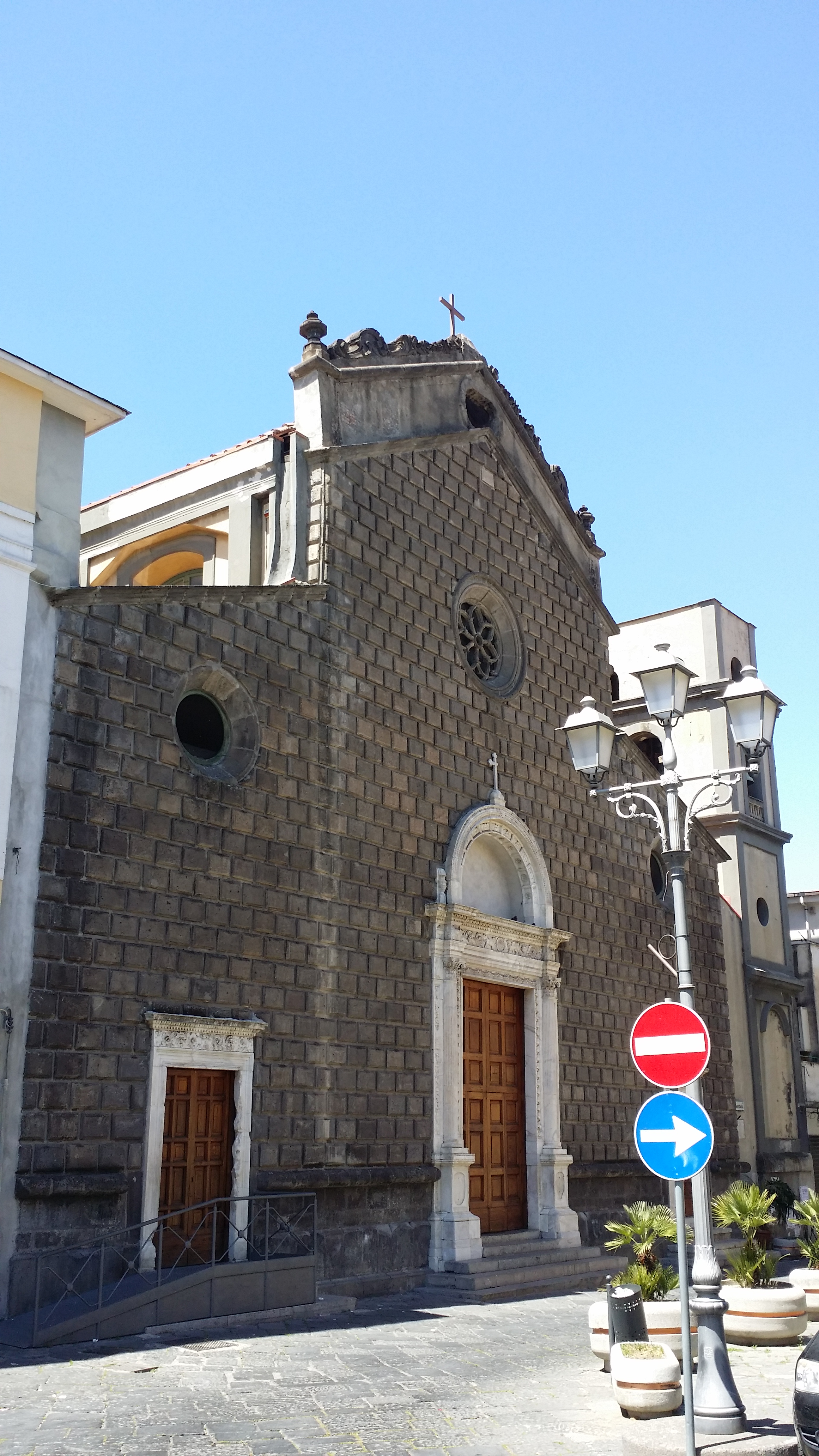
Facciata della collegiata di San Giovanni Battista, nella piazza omologa, secc. XII-XV.

###### Collegiata di San Giovanni Battista e confraternita di Santa Margherita di Antiochia
La collegiata di San Giovanni Battista costruita a partire dal 1180, e intitolata inizialmente a sant'Angelo (san Michele Arcangelo) è la chiesa madre di Angri.
Al suo interno conserva opere di Simone da Firenze e di Angelo Solimena e la statua lignea ed il busto argenteo di San Giovanni Battista, patrono della città.

###### Cappella di San Nicola di Bari
La cappella gentilizia venne fatta costruire su proposta del nobile angrese Riso De Risi nel 1321, dedicandola a san Nicola di Bari, dopo che egli si appropriò delle terre dove sorge la struttura religiosa. Dal nome del nobile derivò il toponimo rimasto invariato nel tempo di borgo Risi.

###### Cappella di San Giuda Taddeo apostolo
L'edificio con annessa intestata Cappella gentilizia, già Cappella del Purgatorio poi De Angelis, risale tra il XV e il XVII secolo.
All'interno della sontuosa Cappella si conservano diverse opere artistiche, tra cui: una Pala d'Altare raffigurante la Vergine Maria posta nel mezzo tra san Giuda Taddeo Apostolo e san Gaetano Thiene, opera pittorica commissionata all'epoca dai proprietari della cappella al rinomato pittore italiano Carlo Rosa da Giovinazzo, ab antiquo attivo a Napoli; una processionale statua lignea raffigurante San Giuda Taddeo con il tipico medaglione sul petto (trattasi di una discreta copia, in quanto l'originale ottocentesco venne trafugato nel 2015) che reca impresso il Cristo; una statua del 1865 raffigurante l'Angelo Custode con il Bambino Gesù, fatta commissionare da don Alfonso Maria Fusco, già Beato poi Santo, periodo in cui fondò l'Oratorio presso i locali attigui alla cappella.

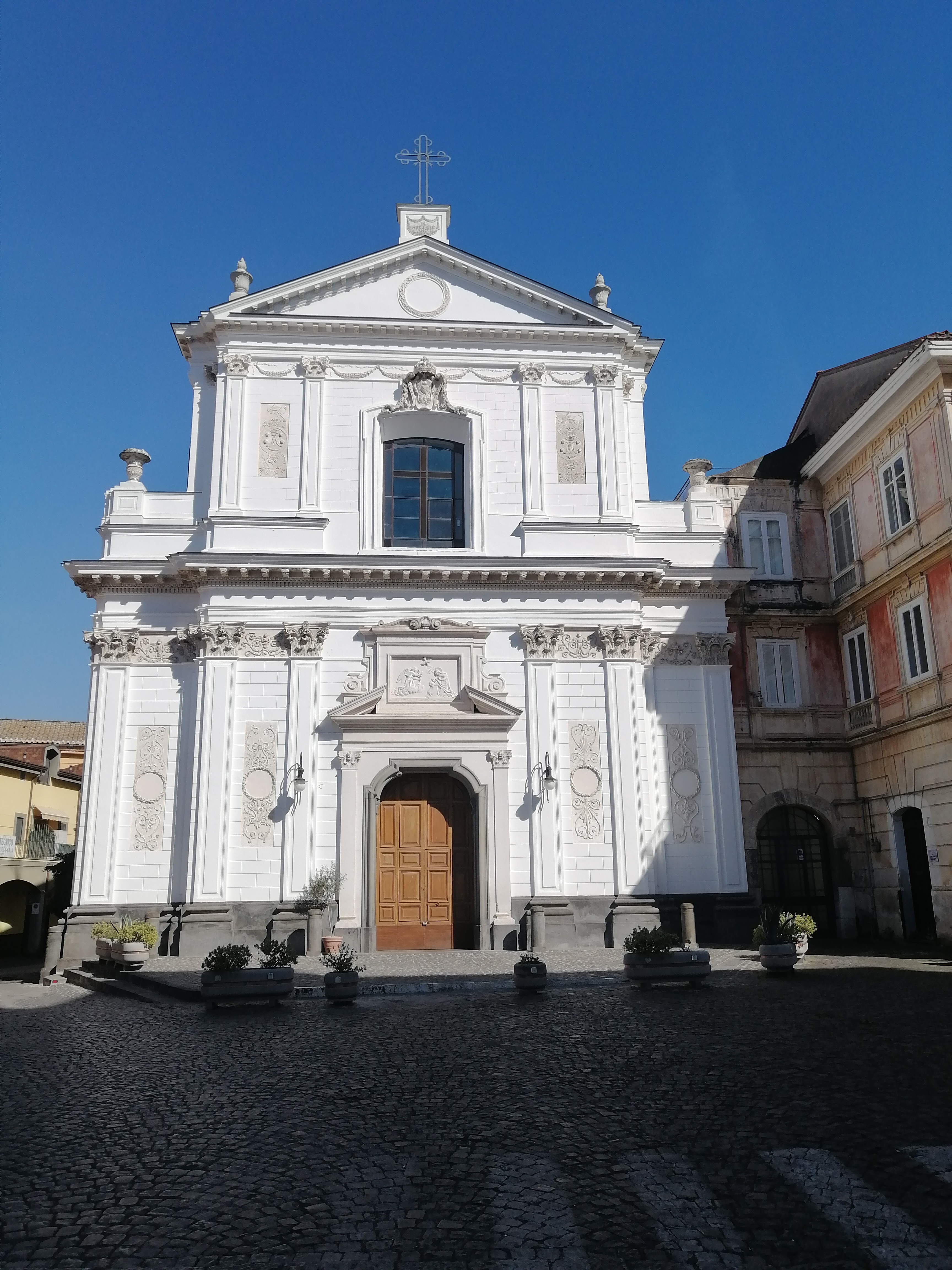
Facciata, in stile architettonico vanvitelliano, della chiesa SS. Annunziata con attiguo ex convento, già ospizio di Carità, dei frati predicatori domenicani, sita nella omografa piazza, secoli XIII-XV.

###### Chiesa della Ss.ma Annunziata e dell'ex convento dei frati Domenicani
La chiesa della Ss. ma Annunziata, con annesso ex convento (già ospizio di Carità) dei frati predicatori Domenicani, fu fondata il 26 luglio 1436 — su una preesistente chiesetta/cappella del XIII secolo cui edificata per volontà di Carlo II d'Angiò (1254-1309) sotto il titolo di Maria Vergine della Carità vocatus della Pietà poi Santa Maria Annunziata detta l'Annunziatella — dal conte Giovanni Zurolo (1382-1440) signore feudale della Terra d'Angri. Nella seconda metà del XVIII secolo furono eseguiti significativi lavori di consolidamento e restaurazione della chiesa con l'annesso ex convento domenicano (già ospizio di Carità). Difatti nel 1775, data scolpita sul portale d'ingresso di detto convento, ultimati i predetti lavori, la chiesa Ss. ma Annunziata si presentava ab antiquo in elegante stile architettonico barocco napoletano "vanvitelliano", come del resto si presenta ancora oggi nella sua interezza sontuosa.

###### Chiesa di Santa Maria di Costantinopoli
La chiesa di Santa Maria di Costantinopoli sorge sui resti di un antico tempio romano dedicato alla dea Venere ma venne edificata solo in epoca medioevale.
Ogni 3 febbraio nella chiesa si celebra la ricorrenza della festività religiosa di san Biagio poiché vi è una sua antica statua dopo le consuete celebrazioni liturgiche, vi si svolge un antico rituale dove i credenti si fanno ungere la gola con l'olio santo (poiché il santo è anche il protettore della gola) e vi è la successiva consumazione dei panini benedetti, una variante diversa rispetto a quella di altre città dove si venera il santo durante la sua ricorrenza dove, si consumano anche dolci e panettoni con la sua immagine.
Venne completamente ristrutturata in puro stile barocco nel '700. All'interno della chiesa è conservata un'antica pala d'altare, si tratta di un'opera bizantina, raffigurante la Madonna di Costantinopoli.
Nel 1975, venne riformata la facciata della chiesa e la porta esterna della sagrestia.

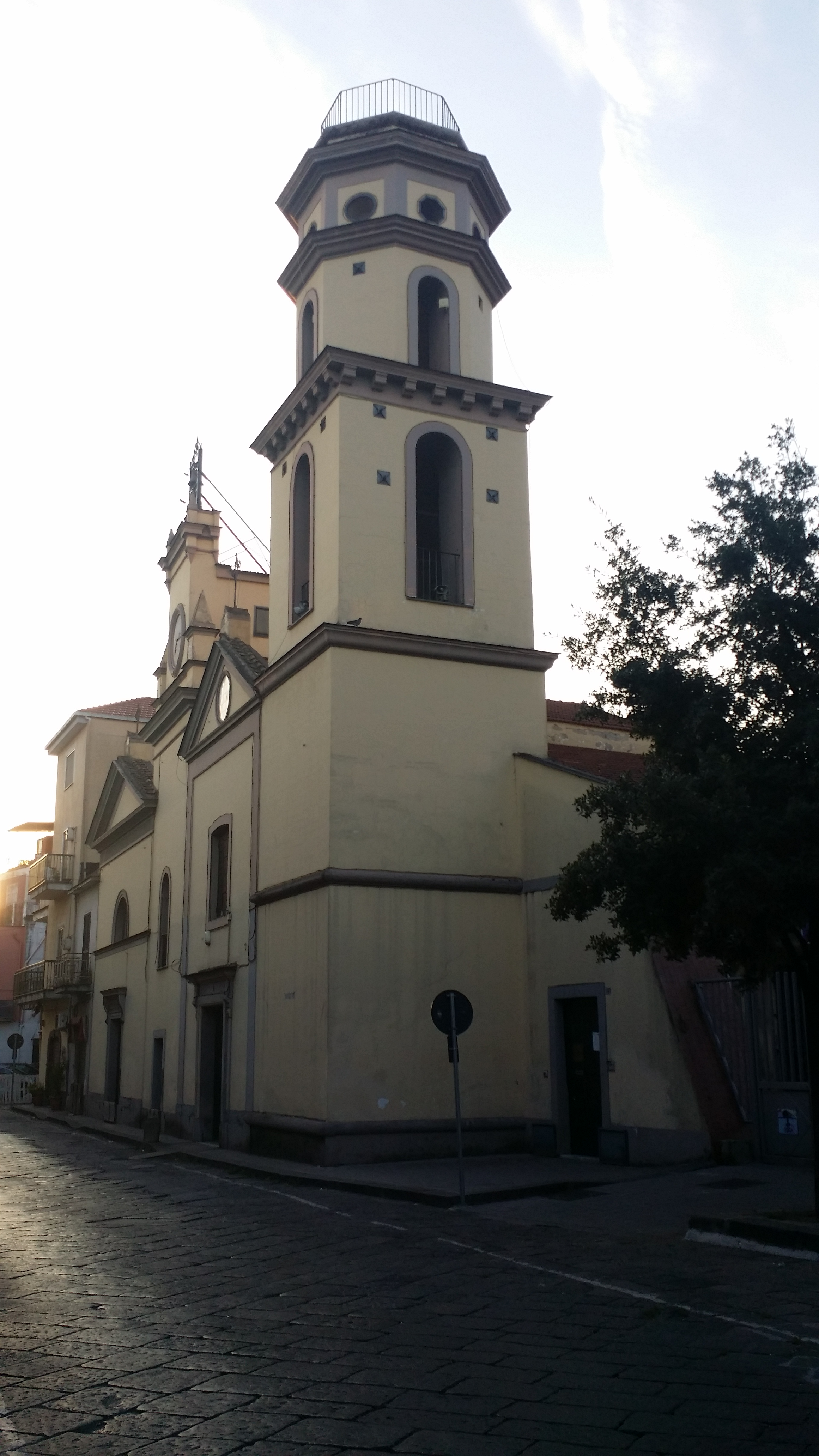
Chiesa e Congrega di Santa Caterina di Alessandria Vergine e Martire sita in Piazza Don Enrico Smaldone, già Piazza Trivio, sec. XV.

###### Chiesa e confraternita di Santa Caterina di Alessandria vergine e martire
La collegiata sorge in piazza Don Enrico Smaldone, ex piazza Trivio. Non si conosce l'anno preciso di fondazione della chiesa ma le prime notizie risalgono al XV secolo. Era risaputo che esisteva un oratorio chiamato con il nome spogliaturo (spogliatoio), dove i confratelli della congrega si cambiavano d'abito per le celebrazioni delle messe.
Sempre nel XV secolo i confratelli della congrega fondarono il primo ospedale dell'agro nocerino-sarnese, per ricoverare e curare i poveri e gli ammalati bisogni del città e dei dintorni e anche per alloggiare i pellegrini. L'ospedale della congrega è stato operativo fino all'avvento della Repubblica Napoletana, agli inizi dell''800, poiché il governo della repubblica incamerò tutti i suoi beni.
Nel Seicento la congrega istituì anche un monte di pietà che concedeva piccoli prestiti in denaro ai suoi confratelli e a chiunque si trovasse in difficoltà economiche. All'inizio della sua attività, il Monte di Pietà della congrega non richiedeva alcun interesse sul denaro prestato ai confratelli e ai bisognosi ma, poco tempo dopo, tutti i prestiti finanziati vennero corrisposti a un moderato interesse. Grazie a tutti gli utili generati dalle sottoscrizioni dei richiedenti, nel 1685 si fondò un'istituzione, il Pio Monte dei Morti, per suffragare con celebrazioni di sante messe le anime dei morti.
Alle ore 04:00 del mattino, del giorno 30 novembre del 2017, si staccò a causa del forte vento e del maltempo, una campana che si trovava all'interno del campanile, fortunatamente quando cadde non provocò vittime e né danni.
Il giorno 7 maggio di mattina, è stata installata una nuova campana in sostituzione della precedente.

Ogni 25 novembre si celebra la memoria liturgica di santa Caterina d'Alessandria e la festa nella piazza don Enrico Smaldone, attigua alla congrega.

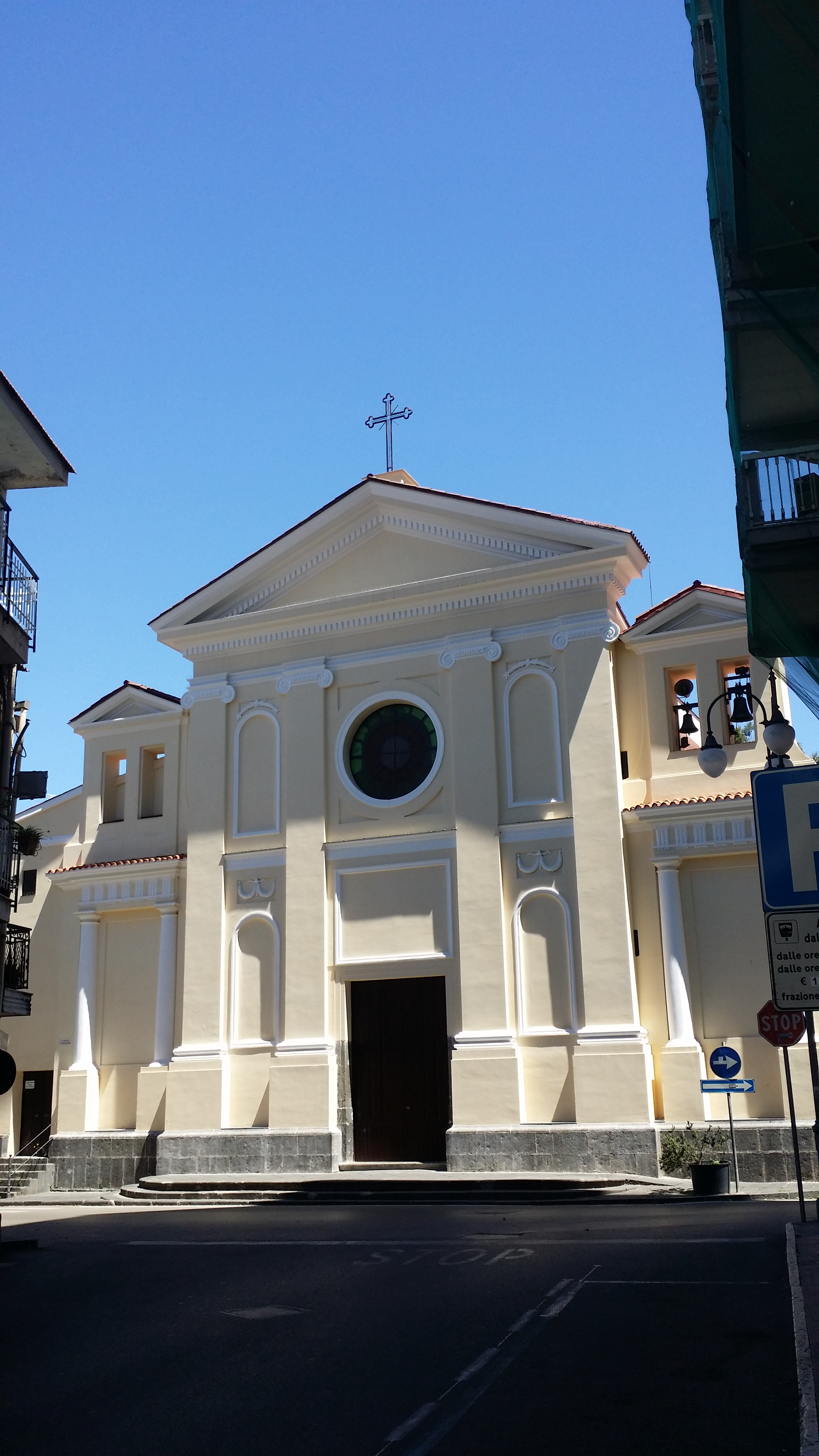
Facciata della chiesa di Santa Maria del Carmine con il sagrato, sita in Corso Vittorio Emanuele II, sec. XV.

###### Chiesa e confraternita di Santa Maria del Carmine, ex convento dei frati carmelitani
La chiesa venne fatta erigere nel 1611 dai nobili di Angri su proposta dei frati carmelitani insieme ad un loro convento, situato in località Camaldoli di Angri. Tale località ha cambiato nome e il convento dei frati carmelitani non esiste più perché è andato distrutto in una data imprecisata e non fu più ricostruito. Nella chiesa fin dal XVII secolo è custodita una pala d'altare raffigurante la Madonna bruna.
La chiesa venne ristrutturata interamente nel settecento nello stile barocco. All'esterno della chiesa vennero aggiunti due campanili in stile dorico. La chiesa venne inoltre arricchita di opere tra le quali: un dipinto settecentesco di forma ovale, incastonato nella volta e raffigurante la Madonna assunta, quadri con Santa Lucia e San Benedetto e tre statue di Sant'Aniello di Napoli, Santa Lucia e la Vergine del Carmelo, quest'ultima datata al 1718.
Nell'ottocento la facciata della chiesa venne arricchita da un affresco.
Durante il terremoto dell'Irpinia del 23 novembre 1980, la parte superiore della facciata della chiesa venne distrutta, con la perdita dell'affresco ottocentesco e la chiesa subì anche altri danni sia all'esterno che all'interno. il distacco della facciata uccise 9 persone del paese e ne ferì altre.
Il 23 novembre del 2003 è stata posta in piazza Annunziata, dal comune di Angri, una lapide commemorativa per tributare omaggio alle 9 persone uccise sotto la chiesa di Santa Maria del Carmine.
Dopo il terremoto dell'80 (terremoto dell'Irpinia del 1980) la chiesa venne chiusa alle funzioni religiose per un lungo periodo di tempo e, successivamente, venne ristrutturata sia all'interno che all'esterno.
Nel 2005 un'ala della chiesa prese fuoco ma si bruciarono solo le tre statue dei santi riposte al suo interno, con perdita degli originali abiti settecenteschi.
Ogni 20 luglio si celebra la festa religiosa e la processione per le strade di Angri della statua della Madonna custodita all'interno della chiesa.
In un locale annesso alla chiesa è presente anche una confraternita nata insieme alla fondazione della chiesa e che prende il nome dal santuario. In un altro locale connesso alla chiesa è presente anche un centro Caritas.

###### Cappella dei Santi Cosma e Damiano
La cappella dei Santi Cosma e Damiano ha origini quattrocentesche e sorge inglobata in un antico edificio situato nel centro storico della città di Angri. Attualmente la cappella si trova inglobata all'interno di un antico palazzo settecentesco. Accessibile solo dal piano terra dello stabile è situata nella strada più antica della città ovvero via di mezzo.
La chiesetta sorse per volontà del nobile Baldassare Pisacane e per questo motivo la cappella venne chiamata anche con il cognome del fondatore Pisacane ma successivamente, anche con quello della nobile famiglia dei Montevergine che la ottennero con diritto di patronato.

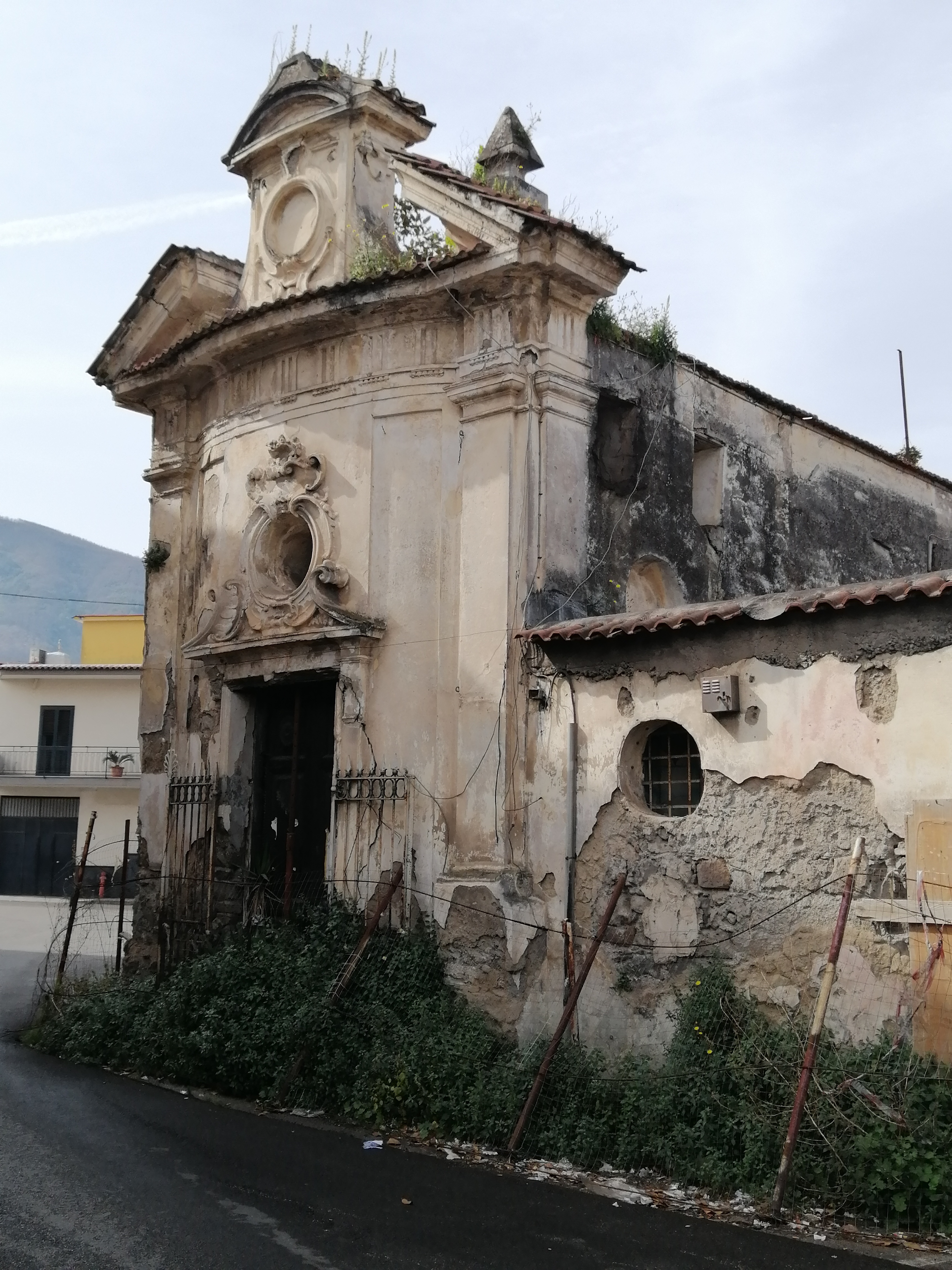
Facciata della diruta chiesetta di Santa Maria delle Grazie sita in Via Crocifisso, sec. XIX.

###### Chiesa di Santa Maria delle Grazie
L'antica chiesetta di Santa Maria delle Grazie o Madonna delle Grazie è una piccola chiesa, con una stanza, che sorge nelle campagne di Angri, in via del Maio. Al suo interno vi è oltre alla stanza delle cerimonie, la stanza connessa della sagrestia, posta vicino al suo unico ingresso principale, visibilissima anche dall'esterno dell'edificio. La sua costruzione dell'edificio è stata voluta dalla famiglia Montefusco nel XIX secolo. La Madonna delle Grazie alla quale è dedicata la chiesetta, è stata dichiarata protettrice delle Manifatture Cotoniere Meridionali (MCM) nel 1830 (anno di fondazione delle industrie nel suolo angrese).
Nel 2013 è stata lanciata una petizione per il recupero e la ristrutturazione della chiesetta perché, attualmente versa in stato di abbandono da circa un ventennio.
La chiesa si presenta di modeste dimensioni, sopra alla sua facciata era presente una piccola campana in ferro battuta con affissa una croce, ora mancante perché trafugata dai ladri il 24 agosto del 2020.

###### Chiesa della Madonna della Pace
La chiesa della Madonna della Pace, chiamata anche Regina Pacis, ha tale nome perché venne fatta erigere come ringraziamento dei cittadini di Angri verso la Madonna per la fine della prima guerra mondiale. Venne fatta erigere dopo la creazione di un'edicola votiva con una statua della Madonnina, ad opera di don Vincenzo del Pezzo, reduce del primo conflitto mondiale e nipote di sant'Alfonso Maria Fusco. Molti abitanti del posto vollero la creazione di questa chiesa anche perché in quella zona di Angri non ne esistevano altre e si trovava molto distante dalle altre chiese del centro cittadino. Tra il 1923 e il 1925 al posto dell'edicola votiva venne eretta la nuova chiesa con le offerte dei cittadini angresi e con l'aiuto degli abitanti, soprattutto della zona locale. Fu consacrata nel 1926 dall'allora monsignor Romeo e divenne parrocchia ufficialmente il 5 aprile del 1953 su ordinazione ecclesiale del vescovo Fortunato Zoppas.

###### Chiesa di San Francesco d'Assisi con il convento annesso dei frati francescani
La chiesa sorge attigua al convento dei frati minori, che è connesso alla chiesa. Si trova nella stessa via della cappella di San Nicola di Bari e del convento delle suore compassioniste serve di Maria.
La chiesa è a tre navate con un unico altare maggiore. Lungo la parete di sinistra dell'aula della chiesa, vi è una porta realizzata nello stesso tempo in cui vennero fondati questi due edifici, per connettere il convento dei frati minori direttamente alla chiesa.
È stata ristrutturata in tempi moderni e ospita le statue di San Francesco d'Assisi e di Santa Chiara d'Assisi in cartapesta e tre mosaici raffiguranti ancora San Francesco d'Assisi, posti uno a destra e l'altro a sinistra delle pareti laterali mentre quello in alto è posto sull'altare maggiore.
Ogni 4 ottobre viene celebrata la memoria liturgica del santo al quale è dedicata la chiesa e viene svolta anche una piccola festa del casale attiguo.

##### Chiese cristiane di altri riti
Vi è un'unica chiesa di rito evangelico sorta dopo la seconda metà del sec. XX ad Angri e in epoca più recente una sala del regno dei testimoni di Geova.
- Chiesa cristiana evangelica Assemblea di Dio ADI, situata a via delle Fontane;
- Sala del Regno dei Testimoni di Geova, Angri, situata in via Campia.

#### Altre architetture religiose
In ordine cronologico:
- Congregazione delle suore di San Giovanni Battista;
- Cappella privata dedicata alla beata Maria Vergine, situata nel cimitero nuovo di Angri;
- Cappella privata dedicata a Sant'Alfonso Maria Fusco sita nella congregazione madre di Angri;
- Cappella privata delle suore di San Giovanni Battista, situata all'interno della stessa congregazione;
- Istituto delle suore compassioniste serve di Maria;
- Monastero dell'ordine dei frati minori francescani;
- Cappella Martin situata nella villa Serena, ex Città dei Ragazzi, attualmente Cittadella della Carità.

#### Confraternite religiose
Vi sono tre confraternite religiose di rito cristiano cattolico presenti ad Angri, di seguito ed in ordine cronologico:
- Confraternita di Santa Margherita di Antiochia, stanziata in alcuni locali annessi alla collegiata di San Giovanni Battista;
- Confraternita di Santa Caterina di Alessandria vergine e martire, annessa alla chiesa omonima;
- Confraternita di Santa Maria del Carmine, annessa alla chiesa omonima.

#### Architetture religiose dismesse
In ordine cronologico:
- Ex convento dei frati carmelitani (andato distrutto), tra Corso Vittorio Emanuele II e via Nuove Cotoniere;
- Ex grancia Certosa di San Giacomo di Capri, in Pizzaguto o Pizzauto;[50][51]
- Ex monastero Domenicano attiguo alla chiesa della Santissima Annunziata;
- Ex cappella di San Tommaso, in via Semetelle;[52]
- Ex cappella gentilizia appartenente alla nobile famiglia Doria, situata nel castello omonimo e nella piazza che porta il loro nome;
- Ex cappella gentilizia appartenente alla nobile famiglia Rossi-Bussola, dedicata a Santa Maria Ausiliatrice, attigua al palazzo omologo, sito nella traversa di via Satriano;
- Ex cappella gentilizia della famiglia Nocera, in via Tenente Roberto Fontanella;
- Ex monastero (collegio) della congregazione del Santissimo Redentore;
- Ex torre parrocchiale e campanaria con orologio solare, adiacente alla Collegiata di San Giovanni Battista.

#### Architetture funerarie

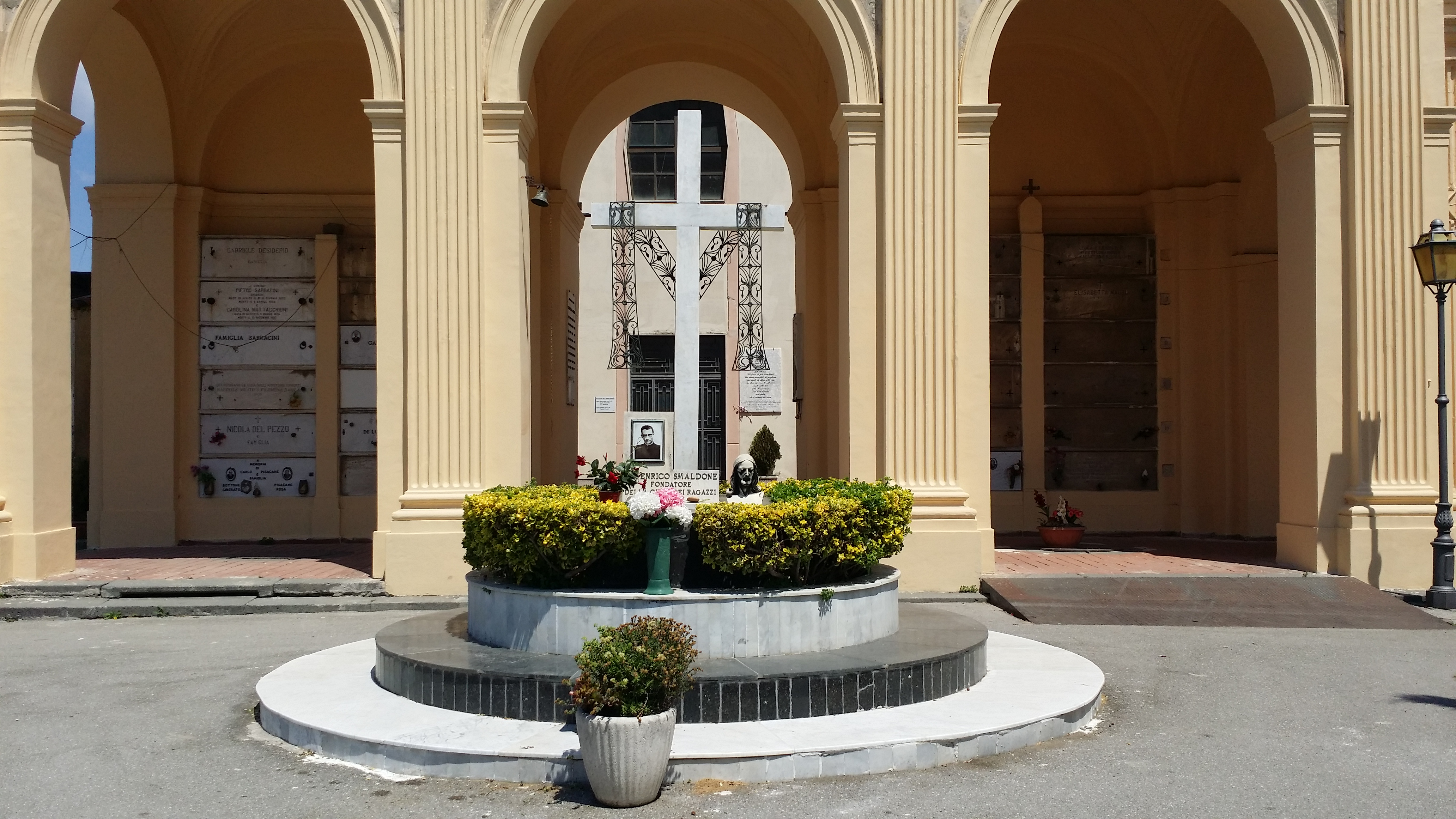
La tomba del servo di Dio don Enrico Smaldone, situata al centro del cimitero cittadino, seconda metà del sec. XX.

Il cimitero di Angri si trova in via San Gennaro. Vi sono anche diverse cappelle con loculi e tombe di personalità importanti:
- Tomba del cavaliere denkstein e capitano della legione ungherese,[54] di origine croata Luigi Biro (Bjelovar, 1838 – Angri, 1882);
- Tomba del sacerdote e servo di Dio, di origini angresi Don Enrico Smaldone (Angri, 22 novembre 1914 – Angri, 29 gennaio 1967), situata nella parte centrale del campo santo;
- Cappella privata della congregazione delle suore di San Giovanni Battista di Angri;
- Cappella privata della confraternita di Santa Margherita di Antiochia vergine e martire di Angri.[55]

### Architetture civili
Ad Angri vi sono diverse architetture civili, tra cui si ricordano: un castello, vari cortili, palazzi nobiliari ed industrie dismesse (chiuse dopo il passato economico industriale fiorente della seconda metà del '900 della città).

#### Castello (dal VI secolo al XV)
È presente un castello nel centro storico del paese, nella piazza che ha preso poi il suo nome, e la casa del cittadino, entrambe le proprietà appartenevano ai principi Doria, attualmente del comune.
- Castello e Palazzo Doria d'Angri, nella piazza omologa;
- Casa del Cittadino, situata in piazza Doria.

#### Palazzi nobiliari (dal XV al secolo XIX)
Di seguito i vari palazzi nobiliari di fondazione dall'epoca basso-medievale a quella moderna:
- Palazzo Sasso, in piazza Costantinopoli;
- Palazzo Manzo, in piazza Crocifisso;
- Palazzo Cav. S. Smirne, in piazza Sorrento;
- Palazzo Rossi-Bussola, nella traversa omonima, già Palazzo De Sabatino;[57]
- Palazzo De Angelis, in via Amendola;
- Palazzo Smirne, in via Amendola;
- Palazzo Maiorino, in via Ardinghi;
- Palazzo Mauri già Maurese, in via Ardinghi;
- Palazzo Russo, in via Badia;
- Palazzo Caiazzo, in via Concilio;[58][59][60]
- Palazzo Giordano, in via Concilio;
- Palazzo Pisacane, in via Concilio;
- Palazzo D'Ambrosio, in via Giovanni Da Procida;
- Palazzo Finizio già Ruggiero, in via Giovanni Da Procida;
- Palazzo Scarpato, in via Dei Goti;
- Palazzo Adinolfi, in via Giudici;
- Palazzo Ruggiero, in via Giudici;
- Palazzo D'Amelia, in via Madonna delle Grazie;
- Palazzo Montefusco, in via Madonna delle Grazie;
- Palazzo Graziano (oggi Istituto Suore Compassioniste), in via Risi;
- Palazzo Novi, in via Risi;
- Palazzo Sorrentino, in via Risi;
- Palazzo Rossi-Bussola, nella traversa di via Satriano.

#### Ville (dal secolo XX)
L'unica villa del secolo XX di notevole gusto artistico e di nota è la seguente:
- Villa Vitelli, in Corso Vittorio Emanuele II.[61]

#### Architetture civili dismesse
In ordine cronologico:
- Ex palazzo nobiliare De Risi, situato nella via omonima, attualmente non più esistente;[62]
- Ex Città dei Ragazzi,[63] divenuta Villa Serena, attualmente appellata Cittadella della Carità, nella 45 SP3c (strada provinciale 3 c);
- Ex Manifatture Cotoniere Meridionali - MCM, in Corso Vittorio Emanuele.

### Archi, busti, monumenti, lapidi, portali, statue ed edicole sacre
Vi sono: archi, edicole votive, lapidi, portali, monumenti, statue e tempietti sacri presenti in tutto il territorio centrale e periferico angrese.

#### Ex Arco di Fondo Arnedi o Arco dei Doria
Era presente un arco in pietra tra l'attuale Corso Italia e Piazza Doria denominato Arco di Fondo Arnedi, o più semplicemente Arco dei Doria, poiché sorse quando ci fu il dominio dei principi Doria ad Angri. Il nome dell'arco venne cambiato in quello di Fondo Arnedi poiché, vi andò a vivere una famiglia nobiliare nei suoi pressi ed esso delimitava il perimetro di Fondo Raiola, oggi Corso Italia. Era datato secc. XVII-XVII, e sormontato dallo stemma della nobile famiglia dei Doria, con una corona reale sopra di esso.

### Busti
È presente un busto marmoreo appartenente ad un'antica casata angrese i Cajazzo, nel cimitero di Angri.

#### Busto e lapide marmorei della famiglia nobiliare Caiazzo
Nel nuovo cimitero è presente un busto e una lapide marmorea nel loculo della famiglia Caiazzo, a Francesco Cajizzo è dedicata anche una strada di Angri, dove sorge il loro antico palazzo nobiliare con tanto di stemma gentilizio sul portone d'ingresso.

### Monumenti
Vi due opere monumentali molto importanti nella zona centrale di Angri.

#### Monumento ai caduti di Angri
Il monumento ai caduti angresi, sia della prima guerra mondiale che della seconda guerra mondiale, sito in Piazza Doria, adiacente all'omografo Castello. Fu realizzato da un progetto dell’ingegnere Paolo Caiazzo e del signor Marcellini a partire dal 1924. Alla base si erge un angelo in bronzo che brandisce una spada ornato da vestigia belliche, tra cui un soldato che impugna, con mano sinistra, la bandiera del Regno d'Italia, mentre con l'altra, sorregge un civile esanime.

#### Monumento alla Vergine Immacolata
Il monumento alla Vergine Immacolata si presenta con una colonna in pietra con sopra la statua della madonna anch'essa in pietra, venne posto in piazza Don Enrico Smaldone, sotto di esso vi è una lapide indicante la missione dei padri redentoristi del 1954, dopo il quale la cittadinanza angrese fece erigere il monumento religioso.

### Statue
Le statue apposte ad Angri hanno carattere prevalentemente religioso, si trovano nella zona antica della città.

#### Statua di San Padre Pio
Nel 1997 è stata posta una statua in metallo di San Padre Pio da Pietrelcina in piazza Annunziata, vicino alla ex fontana piazzale, su volere dei fedeli angresi, la targa indica che l'autore è lo scultore Antonio Januaro.

#### Statua di San Benedetto da Norcia
La statua è stata affissa durante il grande giubileo del 2000. Essa ha una lapide ferrea posta nella parte frontale del piedistallo, nella quale vi è scritto che il popolo di Angri ringrazia san Benedetto da Norcia per la sua protezione secolare. La statua rappresenta San Benedetto da Norcia con la pastorale impugnata nella mano sinistra e con la destra in atto di benedizione verso il popolo che arriva in chiesa, per terra alla sua destra è presente un corvo su un libro che ha nel suo becco un pezzo di pane, sta a indicare un miracolo nel quale questo animale avvertì il santo del cibo avvelenato con cui il monaco Fiorenzo tentò di assassinarlo.

#### Statua del Beato e attualmente Sant'Alfonso Maria Fusco
È stato posto nel 2001 un monumento a Sant'Alfonso Maria Fusco sulla vecchia fontana dismessa, viene rappresentato il santo insieme a dei bambini, poiché il santo sacerdote in tutta la sua vita li ha accuditi insieme alla congregazione delle suore da lui fondato (suore di San Giovanni Battista).

#### Statua di Don Enrico Smaldone
Il 22 ottobre 2011 è stata posta una statua Don Enrico Smaldone nella piazza omologa, ex piazza Trivio, fondatore della città dei Ragazzi di Angri, istituto di studio e aiuto dei giovani poveri e disagiati locali e delle città limitrofe del XX secolo.

### Lapidi e lastre viarie
Vi sono innumerevoli lapidi marmoree e lastre viarie presenti nel territorio angrese, dedicate ai vari cittadini locali.

#### Lapide in pietra dedicata al brigadiere Gioacchino D'Anna
È stata dedicata una strada e apposte dal comune di Angri successivamente due lapidi in pietra bianca, applicate all'esterno di abitazioni civili, a ricordo, di Gioacchino D'Anna, militare italiano, brigadiere dell'Arma dei Carabinieri, insignito di Medaglia d'oro al valor civile e di Medaglia d'argento al valor militare (entrambe alla memoria). Entrambe le lapidi riportano la data di morte del brigadiere, l'8 settembre 1975, mentre svolgeva il suo dovere.

#### Lastra in terracotta a rilievo raffigurante Sant'Alfonso De' Liguori
Lastra in terracotta a rilievo raffigurante Sant'Alfonso De' Liguori, con sottostante lapide marmorea recante l'epigrafe dedicata l'11 dicembre 1988, a cura del Comune di Angri, nel secondo centenario della sua morte 1787-1987, in Corso Italia.

#### Lapide in pietra ad Arnaldo Mussolini
All'interno dei giardini pubblici, sulla destra dell'ingresso principale, è possibile osservare due lapidi in pietra, una è dedicata ad un tale Enzo, di cui non si conosce il cognome e l'esatta identità, e un'altra lapide posta lì vicino è dedicata al giornalista Arnaldo Mussolini, fratello minore di Benito Mussolini.

#### Lapide in pietra dedicata all'ex sindaco angrese Giovanni Alfano
All'interno del castello Doria sono presenti una lapide in pietra su un muro interno dedicato alla commemorazione dell'ex sindaco di Angri Giovanni Alfano e per le opere fatte verso la comunità della sua città durante il suo mandato.

#### Lapide in pietra dedicata all'allora beato (attualmente santo) Alfonso Maria Fusco
Nel castello Doria ma dal lato opposto alla lapide dedicata all'ex sindaco angrese Giovanni Alfano, vi è un'altra lapide dedicata a Sant'Alfonso Maria Fusco, fondatore della congregazione delle suore di San Giovanni Battista, della sua beatificazione e del suo 113º anniversario della sua ordinazione sacerdotale.

#### Lapide in pietra dedicata allo storico e canonico angrese don Pasquale Pannone
In via Giovanni Zurolo (già Via Giovanni Zurlo) è stata apposta una lapide in pietra indicante la casa in cui visse il canonico don Pasquale Pannone, storico e chierico locale, posta all'ingresso della sua abitazione, nel giorno della sua sessantesima ricorrenza della dipartita, datata 5 novembre 2020, dai suoi parenti.

#### Lapide in pietra indicante la casa natia del venerabile don Enrico Smaldone
Apposta all'ingresso del porto della famiglia Smaldone, in via Ardinghi, si trova una lapide in pietra indicante la casa dove visse il venerabile Don Enrico Smaldone, sacerdote angrese, creatore del primo gruppo scout della città e fondatore della Città dei Ragazzi (struttura di assistenza e di avviamento al lavoro dei ragazzi, durante la prima e la metà parte del XX secolo).

#### Lapide in pietra dedicata al capitano Renato Raiola
Il 28 giugno 2016, alle ore 19:00, dopo una importante cerimonia alla presenza delle autorità civili e militari angresi, venne scoperta una lapide in pietra bianca dedicata al capitano partigiano Renato Raiola di origini angresi, nella via omologa. Prima soldato italiano col grado di tenente che combatté durante la Seconda Guerra Mondiale, nella battaglia di Tobruk e nella seconda battaglia di El Alamein, durante la campagna d'Africa poi divenne un capo partigiano della 142.ma brigata Garibaldi, dopo essere scappato da un campo di lavoro allestito dai tedeschi nella città polacca di Przemyśl, morirà ucciso dagli stessi il 12 gennaio 1945 a Bettola. Conseguirà la medaglia d'argento al valor militare postuma e, la laurea ''ad honorem'', anch'essa postuma, dall'Istituto Orientale di Napoli, il 30 aprile 1952.

#### Lapide in pietra dedicata al giornalista e fumettista angrese Giuseppe Afeltra
Dopo la prematura scomparsa del giornalista, artista e fumettista angrese Giuseppe Afeltra, in arte Peppafè, è stata apposta una lapide in pietra bianca commemorativa indicante la casa dove visse, in via Gaetano Marra.

#### Lapide in pietra dedicata al militare angrese Gerardo Iovino che combatté durante la Seconda Guerra Mondiale
A via Zurlo all'esterno di un palazzo è stata apposta una lapide in pietra bianca commemorativa del militare angrese Gerardo Iovino che combatté durante la Seconda Guerra Mondiale.

#### Lapide in pietra dedicata al sacerdote e professore angrese Lorenzo Iovino
A via Zurlo all'esterno dello stesso palazzo dov'è stata apposta la lapide a Gerardo Iovino, vi è un'altra lapide in pietra bianca commemorativa del sacerdote e professore angrese Lorenzo Iovino.

### Portali

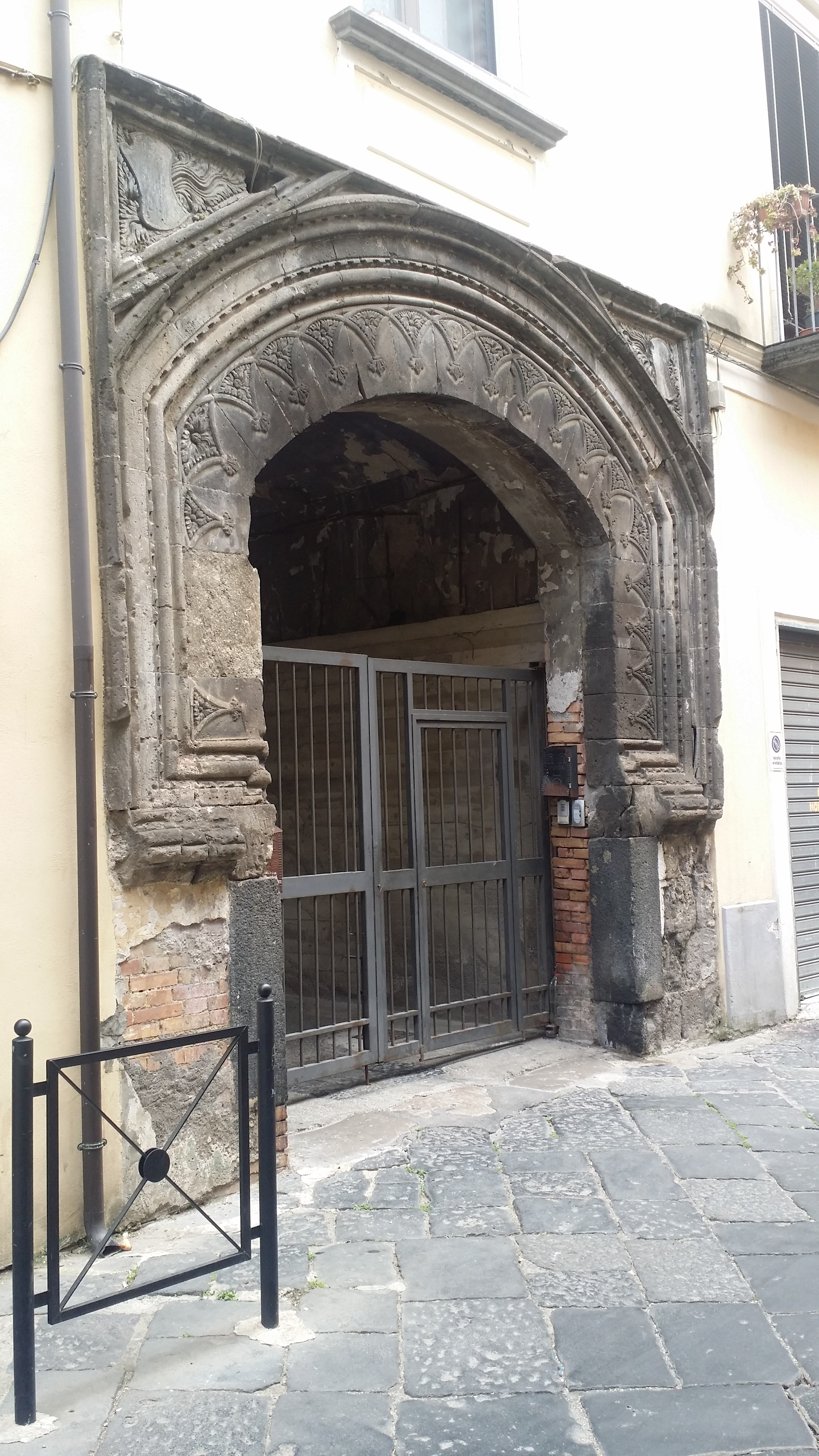
Portale del periodo storico durazzesco-catalano, del palazzo Canzolini, sec. XV, sito in Via Guglielmo Marconi, chiamata in precedenza Via Canzolini e anche Vico della Stella.

Vi sono diversi portali ancora visibili e inglobati negli antichi palazzi nobiliari cittadini della città.
- Portale del palazzo Capua, in piazza San Giovanni;
- Portale del palazzo D'Andretta, in via Ardinghi;
- Portale del palazzo D'Agostino, in via Ardinghi;
- Portale del palazzo De Filippo già De Filippis, in via Ardinghi;
- Portale del palazzo del Fondaco De' Pannamenti, in via di Mezzo nord, vicolo del Toro;
- Portale del palazzo Fontanella, in via Fontanella;
- Portale del palazzo Maldacena, in via Fontanella;
- Portale del palazzo Orlando, in via Fontanella;
- Portale del palazzo De Angelis già Carrozza, in via Incoronati;
- Portale del palazzo Canzolini, in via Marconi;
- Portale del palazzo Rafanioli, in via Risi;
- Portale del palazzo Smaldone, in via Risi.

### Edicole votive
Sono presenti diverse edicole votive antiche presenti nel territorio cittadino angrese, alcune sono andate perdute nel corso del secc. XX-XXI, per le cattive gestioni.

#### Edicola votiva di Gesù crocifisso in via crocifisso
È stata creata nel 1867 su volere di sant'Alfonso Maria Fusco per benedire tutti i contadini che di li passavano per andare a coltivare le terre limitrofe. Il tempietto si presenta con un'effigie lignea di Gesù crocifisso al suo interno, dietro la croce lignea vi è un affresco inerente ad un paesaggio cittadino non meglio definito. La croce presente nel tempietto non è l'originale poiché, quella antica è conservata dal 2012, anno del suo restauro e dell'intero tempietto sacro, nell'istituto delle suore di San Giovanni Battista di Angri. C'è stata una solenne cerimonia religiosa per la presentazione della nuova croce del tempietto avvenuta il 5 maggio 2012, con la presenza delle suore battistine di Angri.

#### Edicola votiva in maioliche rappresentante San Giovanni Battista con l'agnello redentore
È stata creata nel 2005 nella piazza omologa ed è una riproduzione originale di una precedente conservata nella collegiata di San Giovanni Battista, si trova di fronte all'ingresso principale della collegiata e nella piazza omologa. Riproduce su mattonelle colorate l'effigie di San Giovanni Battista redentore con la croce latina impugnata nella mano sinistra indicante il nome sulla fiamma (un tipo di bandiera molto allungata) il motto ecce Agnus Dei (ecco l'agnello di Dio), mentre con la destra indica l'alto, ovvero il regno dei cieli e con l'agnello redentore, emblema di Gesù dietro di sé, mentre camminano per la Galilea. Si presenta chiusa da un cancello in ferro, l'edicola è alta, superiore alla misura d'uomo, ci sono due colonne dello stile corinzio che mantengono l'architrave, sopra di esso vi è stato aggiunto uno stemma nobiliare. Lo stemma nobiliare è di colore bianco mentre tutta l'edicola esclusa la cancellata che chiude la rappresentazione artistica è stata pitturata di un colore giallo chiaro. L'edicola stata restaurata interamente nel 2020. L'originale si trova all'interno della Collegiata risalente tra il XVIII e XIX secolo, di autore ignoto.

#### Edicola votiva di Gesù crocifisso in piazza Don Enrico Smaldone
Questa edicola sacra di grandi dimensioni è presente vicino alla chiesa di Santa Caterina d'Alessandria e all'ingresso degli scout Angri 1, ha un piccolo cancello in metallo che chiude l'edicola raffigurante Gesù crocifisso mentre dietro di sé, vi era un antico affresco, sotto al crocifisso vi è stato posto uno stemma circolare dalla confraternita di Santa Caterina d'Alessandria Vergine e Martire nel 2009, con una croce a pianta greca al suo interno, con la dicitura della confraternita e indicante anche gli anni 1779-2009 (anno di fondazione della confraternita religiosa). Attualmente è presente solo un nuovo crocifisso e senza gli antichi affreschi dietro di sé con lo stemma sottostante perché, un incendio li ha fortemente danneggiati il 7 dicembre 2015.

### Altre strutture monumentali (cristiane)
È presente un'unica struttura monumentale di matrice cristiana di rito cattolico sul territorio angrese, diversa dagli altri tipi.

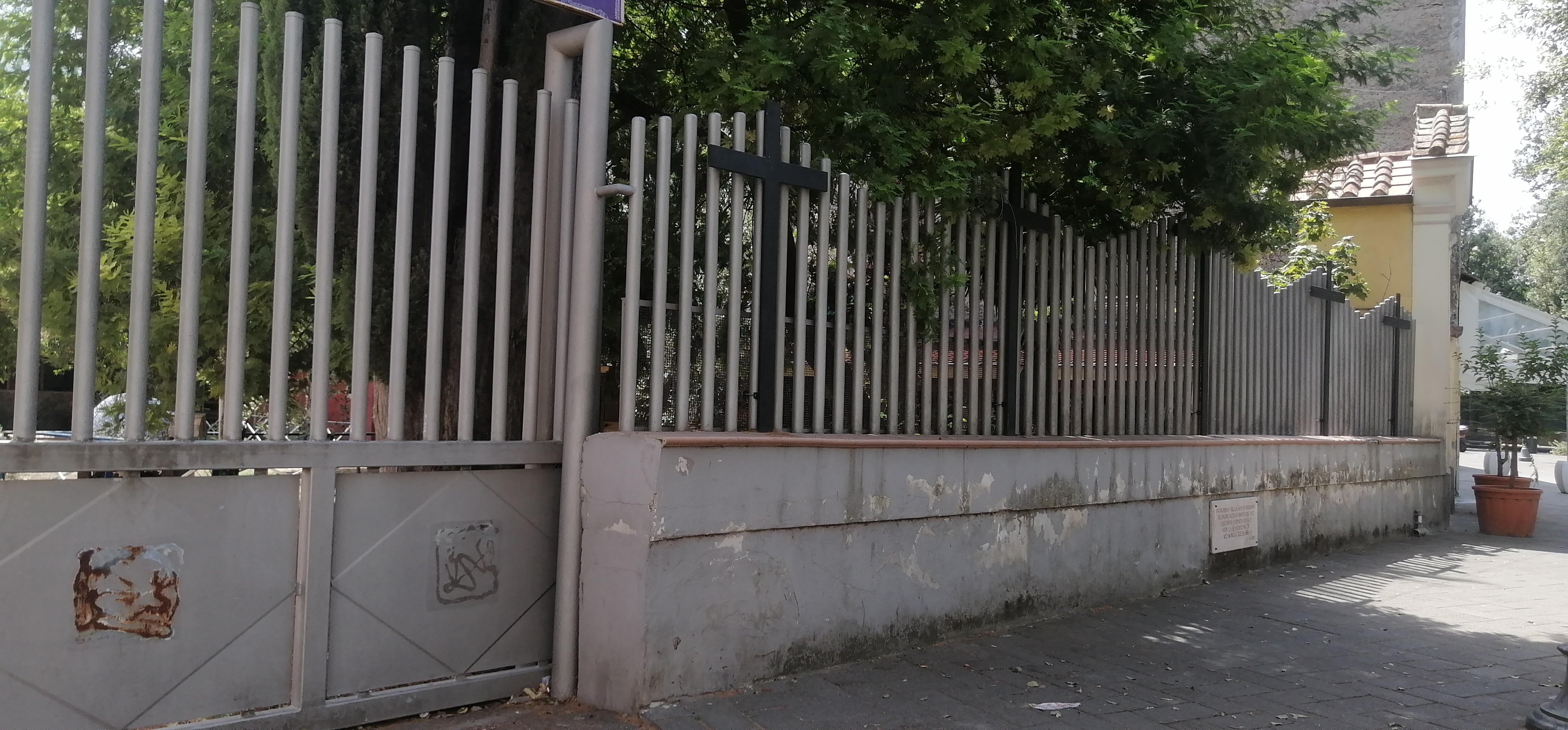
Croci monumentali della Via Crucis, in ferro e dipinte in marrone, apposte ad una cancellata, dopo solenne cerimonia religiosa a ricordo della missione dei Padri Redentoristi del 1922, in Piazza Don Enrico Smaldone, ex Piazza Trivio.

#### Croci della Via Crucis
Vicino alla congrega di Santa Caterina d'Alessandria, annessa alla chiesa omonima, in piazza Don Enrico Smaldone, vi sono state applicate 5 croci inchiodate ad una cancellata, di cui quella centrale è la più grande e reca la scritta in alto in una tabella INRI (Titulus Crucis), in ricordo della croce di Gesù Cristo.

### Architetture militari
Era presente una grande cinta muraria divisa in interna ed esterna, che nell'era medievale fino al XIX secolo, circondava la fortezza di Angri. Oggigiorno è scomparsa quasi del tutto ma, alcune di queste mura possono essere ammirate in alcune zone antiche della città angrese, in vari punti nevralgici. 

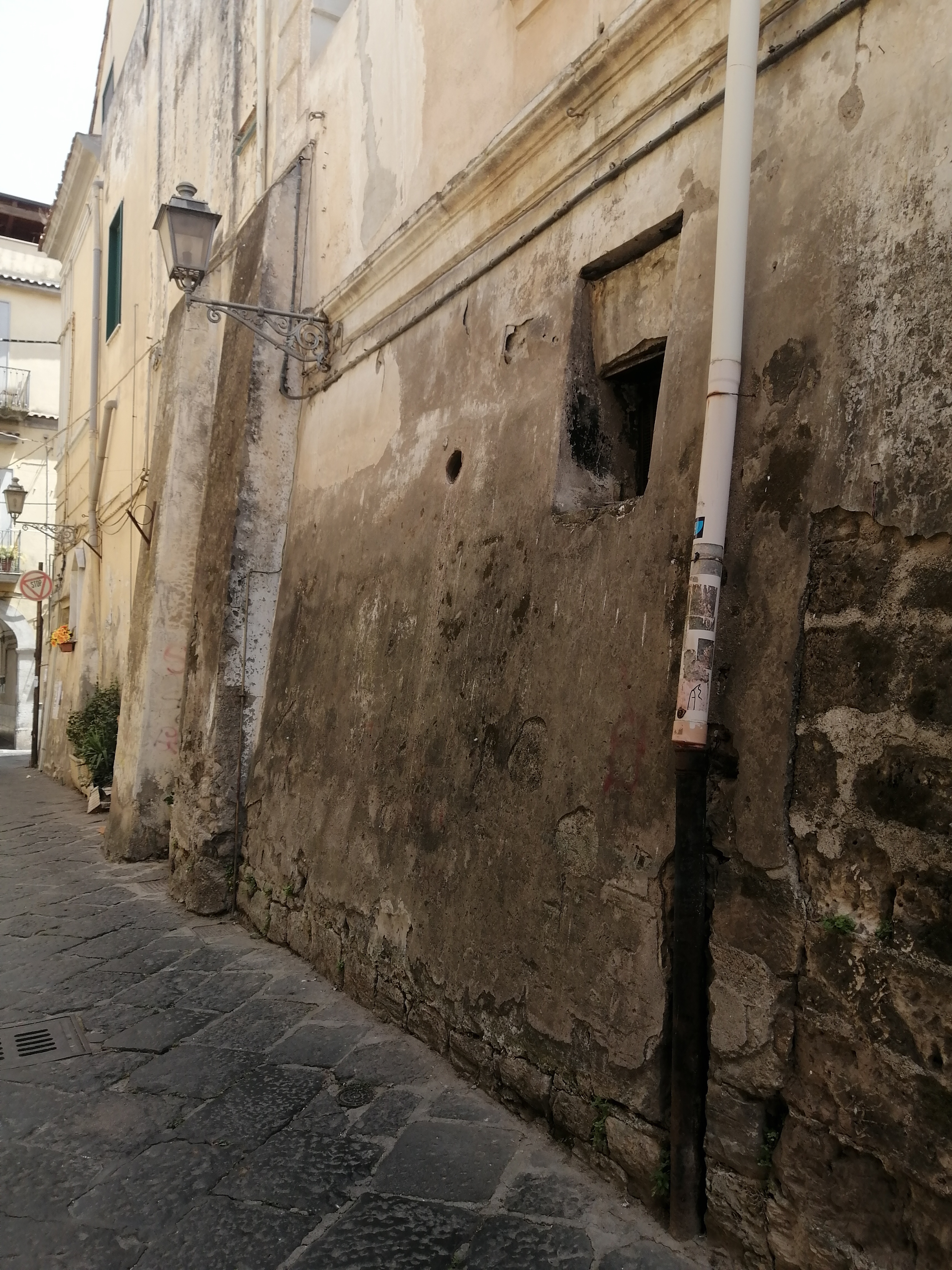
Mura di contenimento con ornamento bastionato, presenti all'esterno dei caseggiati locali, in Vicolo Rodi.

#### Mura difensive e di contenimento della città
Molte mura dell'antica cittadina angrese sono state inglobate negli edifici successivamente costruiti nel corso dei secoli come avvenuto anche in altre città europee ma alcune di esse sono ancora visibili e si trovano in due punti di Angri. È possibile ancora oggi vedere alcune di queste mura nel Vicolo porta di Basso, per quelle difensive interne mentre, per quelle di contenimento, nel Vicolo Rodi.

#### Torri di guardia (attualmente inglobate in edifici civili)
Si ricordano tre diverse torri d'avvistamento che si snodavano nel territorio angrese, solamente di tre di esse si ha memoria:
- La prima torre di guardia più antica della città venne eretta dopo la battaglia dei Monti Lattari, per poter mettere in sicurezza il piccolo nucleo urbano di Angri, attualmente la si trova inglobata nel torrione centrale (torre più grande) del castello Doria, del quale l'attuale castello non esisteva ancora e si sviluppò successivamente intorno ad essa.
- Un'altra torretta di guardia in pietra andata poi inglobata nei successivi edifici civili e di dimensioni più modeste la si trovava vicino alla futura chiesa di Santa Maria del Carmine, più precisamente molto vicina al monastero dei frati carmelitani scalzi, oggi del tutto scomparso anch'esso, inglobato in edifici adibiti ad abitazioni civili, dopo un incendio che lo devastò.
- La terza torre di guardia in pietra di cui si ha memoria era presente in posizione sopraelevata rispetto alle altre e, comunicava a mezzo di segnali ottici con le altre torri (del Castello di Angri, di Chiunzi e di Lettere). La strada in tempi più recenti prese il suo nome, Via Torretta, oggigiorno inglobata in altri edifici ad uso civile. La denominazione di tale strada potrebbe derivare anche dalla famiglia Torre da cui, prese il nome questa strada. Vi è stata trovata una necropoli greca, durante la prima metà del XX secolo.[78] Nella cartina storica di Angri del 1300 è annotata questa zona come Masseria della Torretta.

## Società

### Evoluzione demografica
Abitanti censiti

### Etnie e minoranze straniere
Al 31 dicembre 2015 ad Angri risultano residenti 1 121 cittadini stranieri.
Le nazionalità principali sono:
- Ucraina: 247;
- Albania: 236;
- Marocco: 217;
- Romania: 175;
- Bulgaria: 52;
- Cina: 30;
- Polonia: 28.

### Religione

#### Cristianesimo
Vi sono tre diversi culti di matrice cristiana praticati dai fedeli angresi: cattolici, evangelici e testimoni di Geova.

##### Chiesa cattolica
La maggioranza della popolazione è di religione cristiana di rito cattolico; il comune appartiene alla forania omonima della diocesi di Nocera Inferiore-Sarno, suddivisa in sei parrocchie, la parrocchia principale (chiesa madre di Angri) è la Collegiata di San Giovanni Battista.

##### Chiesa evangelica
L'altra confessione cristiana presente è quella evangelica con una comunità: Chiesa evangelica pentecostale ADI.

##### Testimoni di Geova
Fra gli altri culti cristiani sono presenti i Testimoni di Geova con una sala del Regno, che abbraccia diversi fedeli provenienti dai paesi limitrofi oltre Angri (San Valentino Torio, Sant'Antonio Abate e Lettere).

### Tradizioni e folclore

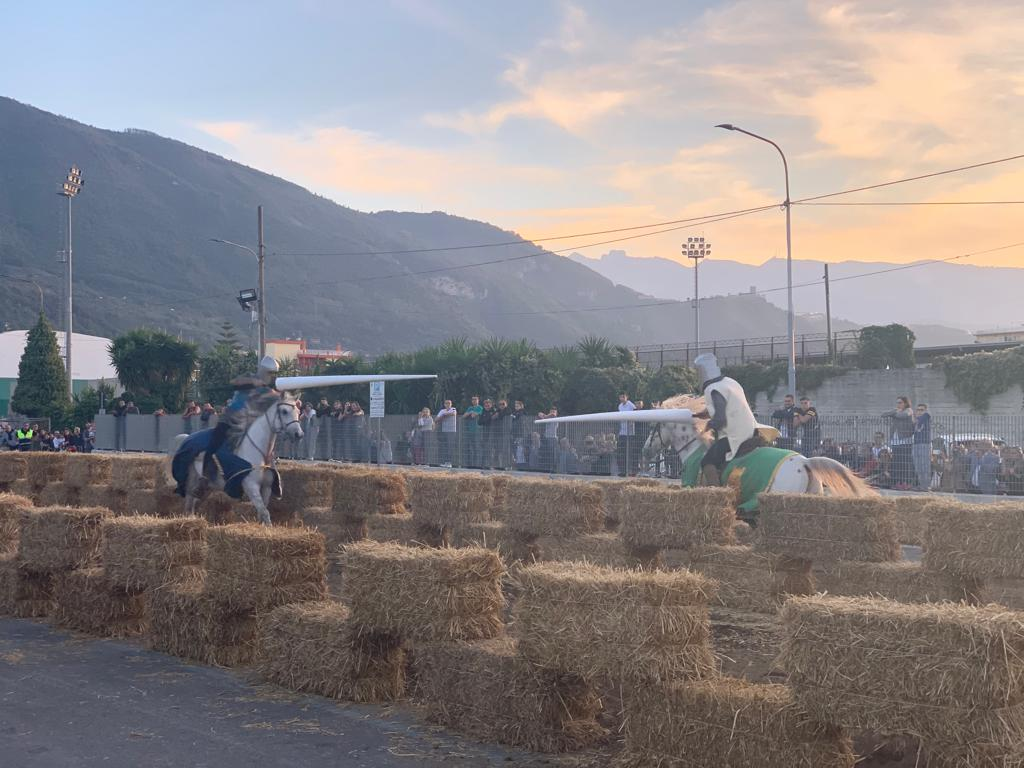
Giostra dei Cavalieri, evento del Palio Storico Città di Angri (anno 2019), manifestazione storica-rievocativa legata agli eventi del 1421-1425 e del 1428-1436, in Via Taverna del Passo.

#### Palio Storico Città di Angri
L'organizzazione e la rappresentanza legale del Palio Storico Città di Angri (eccetto la gestione che viene affidata in via subordinata e a discrezione dell'Ente Comunale ad una associazione culturale locale), già istituzionalizzato di cui ai pubblici atti deliberativi - N. 69 del 17.12.2015, sono di esclusiva pertinenza del Comune di Angri, in virtù del Regolamento-Disciplinare redatto nel 2016 dalla Commissione consultiva tecnico-storica dell'Ente, giusta delibera di C. - N. 30 del 23.03.2016. Tale regolamento, infatti, afferisce alle parate medievali e le rievocazioni storiche, degli eventi del 1421-25 e 1428-36, denominate "Palio Storico Città di Angri". Questa manifestazione storica-rievocativa, che si svolge nel mese di settembre di ogni anno-Edizione, si fonda su prove documentali d'Archivio e su antiche fonti bibliografiche, annotate da autorevoli autori della Storia del Regno di Napoli, nonché su dati cronologici certi, cioè su "verità storiche", il tutto demandato nel precitato pubblico documento-Disciplinare del Comune di Angri.

#### Il falò dedicato a sant'Aniello
È ancora viva la tradizione angrese che il 14 dicembre di ogni anno, in piazza Annunziata (che prende il nome dall'omonima chiesa limitrofa) e nel cortile della chiesa di San Benedetto da Norcia, ma anticamente anche nei cortili di via Mezzo, via Dei Concili e via Ardighi e di tutti gli altri presenti nella cittadina angrese, si raccogliessero le sterpaglie per poi bruciarle in un falò o lampa dedicata a sant'Aniello (in dialetto angrese 'a lamp 'e sant'Aniell), durante la sera del giorno della sua ricorrenza religiosa. Questo momento religioso e di raccoglimento era per gli abitanti del paese quasi un rito magico, di purificazione e si credeva folcloristicamente che solo chi vi assistesse poteva vivere sereno dopo aver assistito al falò. Quando si accendeva il falò i cittadini angresi si radunavano in cerchio insieme ai lavoratori locali che lanciavano poi una pietra ciascuno sulle fiamme della lampa augurando la pace a tutti i loro fratelli cristiani lì presenti o assenti. Guai invece a chi non vi partecipava, soprattutto alle donne incinte, si riteneva che costoro avrebbero generato dei figli nati con problemi fisici e mentali poi dopo. C'era poi la tradizione locale che vede molte donne che rivestivano il ruolo di comari (donne che facevano da madrine i bambini battezzati e i ragazzi cresimati) che, invogliavano continuamente nel periodo che precede la festa del santo le loro raccomandazioni verso i loro conoscenti e parenti invitandoli all'evento e mettendoli sempre in guardia dal non andarvi, veniva anche raccomandato di andare a salutare la statua di sant'Aniello (in cartapesta) conservata ancor 'oggi nella chiesa di Santa Maria del Carmelo di Angri, vicino piazza Annunziata, chi non l'avesse fatto avrebbe avuto sempre guai per i figli che dovevano ancora nascere. Questa tradizione che vede sant'Aniello un santo vendicativo è comunque erronea e frutto di sbagliate interpretazioni della sua vita. Nonostante fosse una festa molto sentita a livello religioso venivano richiamati molti venditori ambulanti e commercianti locali che ne approfittavano per vendere i loro prodotti.

#### La festa della Santa Croce e il palo di sapone
La festa di origine agricola e ancor più anticamente pagana, è dedicata ad un crocifisso ligneo custodito in una edicola-tempietto, fatta costruire su volere da sant'Alfonso Maria Fusco nel 1867 dopo un miracolo fatto nei confronti un cittadino angrese. La festa è diventata molto popolare ad Angri perché, oltre alla processione religiosa e alle varie luminarie che adornano l'edicola, viene allestito per l'occasione un pittoresco albero della cuccagna (in dialetto angrese 'o pal 'e sapon), sul quale i partecipanti si devono arrampicare in cima per prendere un premio, scivolando il più delle volte sullo stesso palo e ricominciando in maniera molto esilarante.

## Cultura

### Arte

#### Altri tipi di arte muraria
Sono stati disegnati a colori e in carattere fumettistico varie stampe in cartonati aderenti, applicati poi a varie mura esterne di alcune strutture civili e religiose ritraenti vari personaggi storici della Terra d'Angri e non, nel gennaio del 2021. Queste opere sono state realizzare tutte dal vignettista angrese Giuseppe Afeltra, come omaggio alla città di Angri,

### Cinema
Sono stati girati tra Angri e Napoli e distribuiti nelle sale cinematografiche italiane due film.
- Ad Angri e a Napoli nel 1979 vennero girate le riprese del film Il mammasantissima, diretto da Alfonso Brescia e con protagonista Mario Merola;[90][91]
- Ad Angri e a Napoli nel 2016 si sono svolte le riprese del film Made in China napoletano con Maurizio Mattioli, Tosca D'Aquino ed Elisabetta Gregoraci, uscito nelle sale cinematografiche il 12 ottobre 2017.[92][93][94]

### Cucina
La pizza di gallette è un antico dolce di tradizione tipica angrese.

### Istruzione

#### Archivi e biblioteche
La città di Angri possiede un'unica biblioteca comunale, situata in Via Incoronati. Nel gennaio 2022 è diventata anche sede di un museo, cambiando il suo nome in Palazzo della Cultura.

#### Scuole
Sono presenti nel territorio angrese: scuole dell'infanzia, due primarie due secondarie di primo e tre secondo grado, pubbliche e private.

### Media

#### Stampa
L'unico giornale mensile di Angri è Angri '80, fondato nel 1983.

#### Radio
L'unica emittente radiofonica ancora esistente ad Angri è Radio Estasy, nata nel 1979.

#### Televisione
L'unica radio presente sul territorio angrese era TeleAngri1.

### Musei
Venne aperto al pubblico, l'11 giugno del 2016, un museo dedicato alla vita e alle opere di Alfonso Maria Fusco, canonizzato poi, il 16 ottobre dello stesso anno.

### Musica

#### Canzoni
All'incrocio tra i quattro vicoli, all'imboccatura di Via di Mezzo nord, vicolo del Toro vi è una storica fontana, il comune di Angri vi ha apposto un tabellone con il testo di una canzone famosa intitolata Funtana all'ombra, scritta da E. A. Mario, paroliere e compositore italiano, pseudonimo di Giovanni Ermete Gaeta, edita 1912.

## Geografia antropica

### Architetture di Angri (periodo medievale e moderno)
Nel territorio del centro urbano del paese si possono ammirare ancora diverse parti di mura di contenimento, mura difensive interne ed esterne all'ex fortezza di Angri e strutture di altro tipo. C'è stato una forte influsso di arte del periodo medievale angioino-aragonese e di quello del Viceregno di Napoli, tant'è che anche oggi si possono ammirare alcuni portoni di antiche abitazioni signorili di quest'epoca presenti nella città.

#### Altre strutture
Nell'attuale villa comunale o giardini pubblici di Angri si può ancora ammirare l'antica collinetta artificiale, chiamata 'a montagnella (la montagnella in italiano o collinetta Doria). Si trattava di un'antica via di fuga sotterranea utilizzata durante il periodo medievale-moderno che, in caso d'attacco i signori locali utilizzavano per arrivare all'esterno della cinta muraria sud di Angri. Oggigiorno l'ingresso e la galleria sono crollate e l'ingresso è chiuso al pubblico da una cancellata metallica.

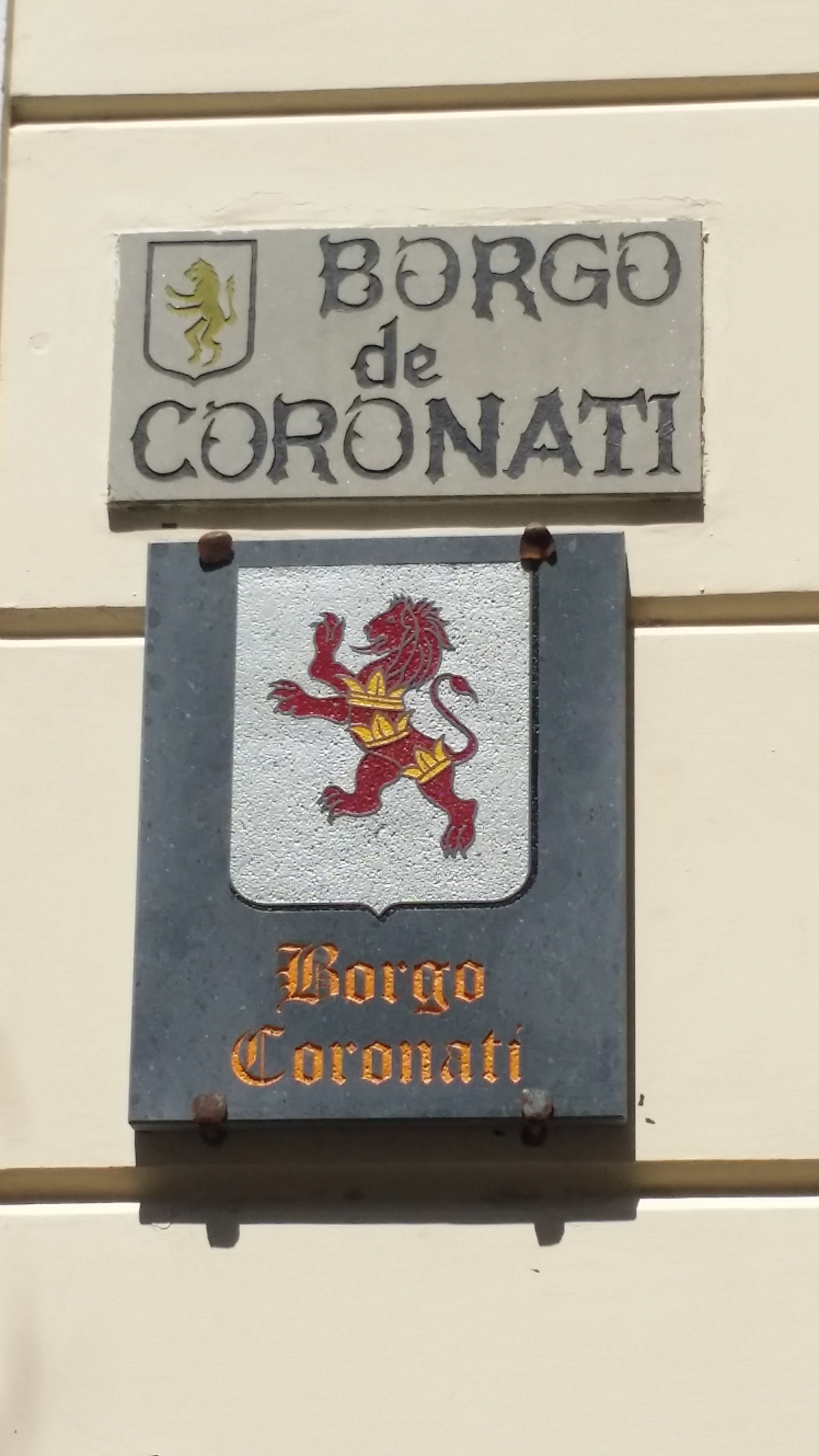
Insegna con effige rappresentativa del borgo de Coronati, sovrastante quella della nobile famiglia De' Coronati, antica e nobile famiglia angrese durante il periodo medievale della città, apposte sulla parete esterna di un'abitazione nel borgo omologo, nell'attuale Piazza Sorrento.

### Borghi e Casali della Terra d'Angri
Nel periodo medievale sorsero vari agglomerati urbani, presenti nella città-fortezza, tra borghi (tipologia di suddivisione cittadina), e casali (gruppo di case rustiche) cui costituivano ab antiquo il rione Terra, oggi borgo Castello (suddivisione territoriale interna a una città o ad un centro urbano abitato-Terra, ovverosia l'Universitas Terrae Angriae, delimitata da confini più o meno precisi e dotata di caratteri propri che ne sottolineano l'identità); tali borghi e casali assunsero difatti il nome di talune famiglie nobili di Angri.

#### Borghi
- Borgo Coronati, anch'esso situato nell'attuale zona e nella via omologa;
- Borgo Castello, già Rione Terra, situato nei pressi dell'attuale Castello.

#### Gli antichi Casali e Borghi della Terra d'Angri
- Casale Ardinghi, il quale prende il nome da un Ardingon, ovvero un milite normanno che si insediò intorno all'XI secolo in questo luogo;[103]
- Casale Concilio, il quale prende nome dalla famiglia Concilio o de' Concilii;
- Casale Giudici, il quale prende nome dalla famiglia Giudici;
- Casale Risi, il quale prende nome dalla famiglia Risi;
- Borgo Coronati, il quale prende nome della famiglia Coronati;
- Borgo Castello, già Rione Terra, a cui viene attribuita l'arma gentilizia della famiglia Zurolo, feudataria della Terra d'Angri nel XV secolo.

### Porte d'ingresso cittadino (periodo medievale)
Le porte della città - fortezza di Angri, in epoca medievale, erano in numero di 10, escludendo le minori (dette portelle o posterle o correturi) inglobate nella cinta muraria del fortezza angrese. Sono tutte scomparse o inglobale negli edifici ad uso civile dopo l'espansione urbanistica della città, intorno al sec. XIX.

#### Porte inglobate (nella cinta muraria interna ed esterna)
- Il correturo del Torrione;
- Il correturo dei Coronati;
- La posterla, ubicata tra l’odierna Via Murelle e la Villa Comunale.

#### Porte maggiori
Le restanti porte di dimensioni maggiori erano, in numero di sette:
- Porta dei Concilij o di Monte;
- Porta dei Canzolini o Porta di Basso;
- Porta dei Giudici;
- Porta dei Rafanioli o Porta di San Nicola;
- Porta dei Coronati o dell'Aquilone;
- Porta San Giovanni di Basso o di Levante;
- Porta San Giovanni di Sopra o del Torrione.

#### Porte minori
Si trovavano al di fuori della cinta muraria-extra moenia della Terra-Universitas Terrae Angriae le seguenti porti minori:
- Porta del Quarto;
- Porta di San Benedetto;
- Porta del Trivio.

#### Strettoie-strettole e vicoli
Ci sono diversi vicoli e alcune strettoie antiche presenti ancora nella città, servivano anticamente per collegare i vari rioni con le vie principali del paese ed erano anche delle vie di fuga dall'allora città fortificata.

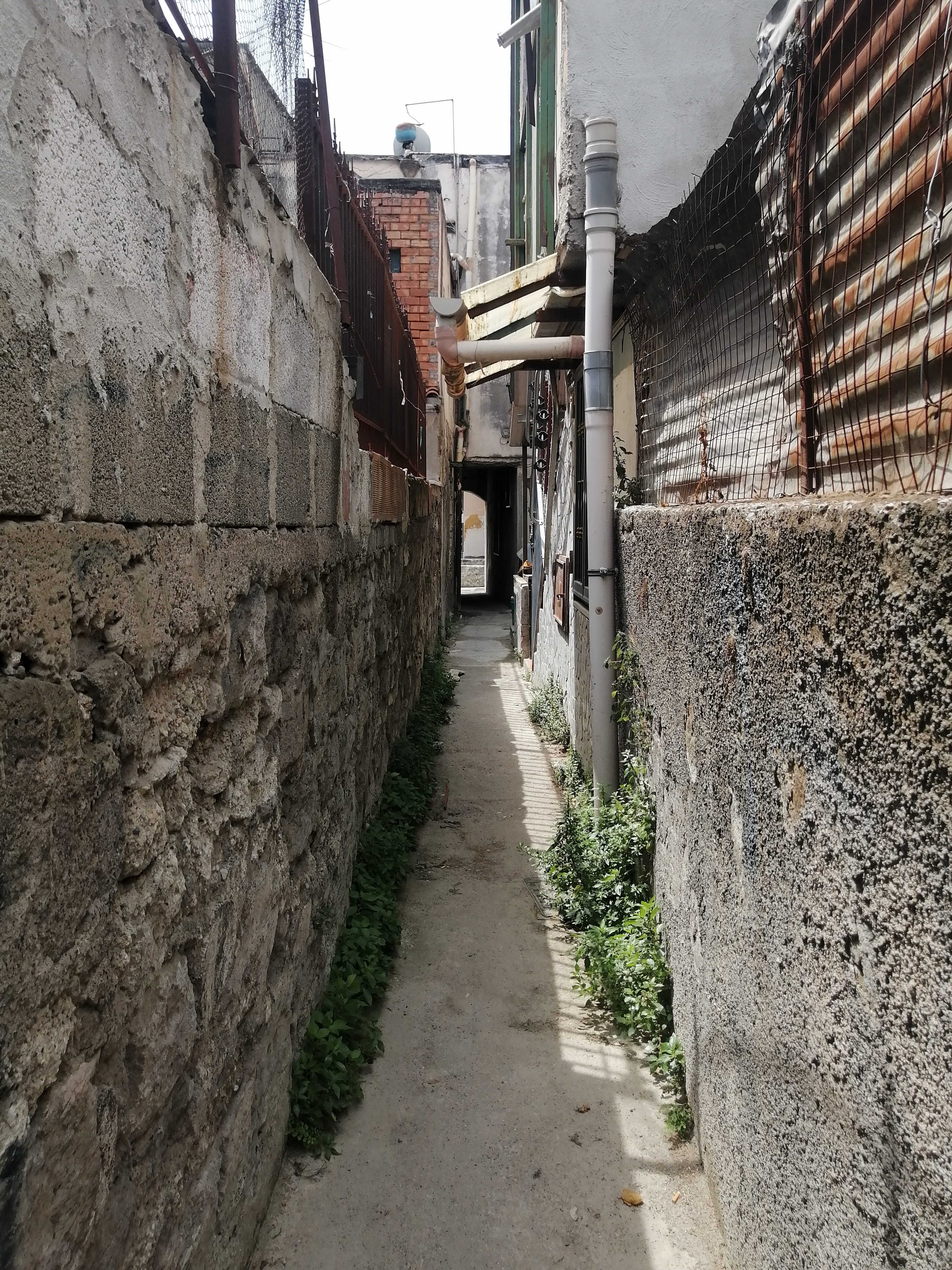
Parte della strettola o strettoia del quartiere di San Benedetto detta dei Caprili, collega il Cortile Abate con Via Badia. Nel periodo medievale, immetteva in una strada fuori dalle mura cittadine della fortezza medievale angrese.

##### Strettoie e strettole
- Strettoia o strettola dei Caprili, collega il cortile o via Abate con via Badia, anticamente era una via di uscita dalle mura interne del rione.
- Strettola di Casa Barba, collega via Murelle e via Concilio, collega il cortile o casa Mainardi con casa Alfano, era anch'essa una via di fuga dalla città.

##### Vicoli e vicoletti
- Vicolo porta di Basso, una piccola parte delle mura interne dell'antica città angrese sono visibili da questo vicolo.
- Vicolo Rodi, vi sono delle mura di contenimento con ornamento bastionato visibili ancora in questo vicolo.
- Su Corso Vittorio Emanuele, nei pressi della chiesa della SS. Madonna del Carmine, vi era l'ex vico o strettola Camaldoli,[104][105] prendeva il nome dall'omonimo ex monastero dei frati carmelitani scalzi, soppresso sul volere di un emendamento di Gioacchino Murat.[106] Attualmente con i lavori di costruzione di edifici moderni è scomparsa anche la lapide viaria che indicava il vicolo.

### Piazze e giardini pubblici
Ci sono diverse piazze e giardini pubblici ad Angri, alcuni si sono evoluti intorno al catello Doria, nel corso del sec. XIX in poi, altre invece, nei pressi delle chiese e altre ancora nell'età contemporanea. Vi sono anche delle piazze private sorte nei pressi delle antiche chiese locali e dei fondi divenuti pachi e parcheggi ad uso civile, tra la fine del sec. XX e gli inizi del sec. XXI.

### Piazze maggiori

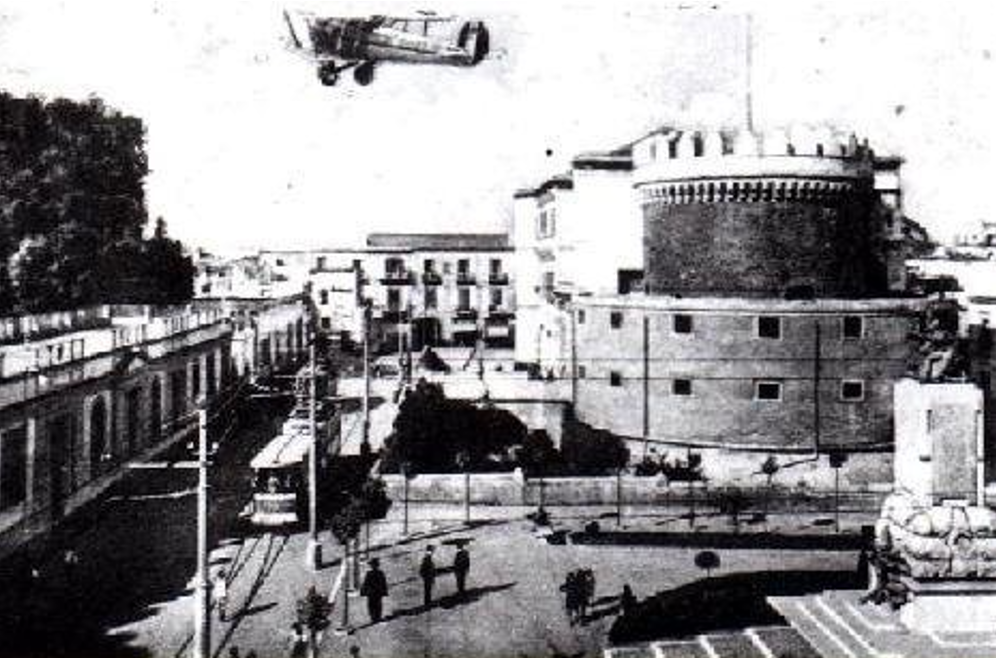
Piazza Doria, (cfr. immagine tratta da una foto in b/n d'epoca degli anni '30 del XX secolo).

#### Giardini pubblici o Villa comunale
Sono presenti i giardini pubblici o villa comunale un tempo privata e appartenente alla famiglia dei Doria, di fronte al castello omonimo accessibili durante il giorno. All'interno dei giardini pubblici ci sono degli accessi vicino alle delle inferriate con la casa del cittadino di Angri, un tempo quest'altro edificio apparteneva anch'esso ai principi Doria, fatto costruire da loro stessi, inoltre ci sono diverse opere moderne di artisti campani oltre a delle dediche ad un cittadino locale scomparso, vi compare solo il nome Enzo e vicino ad essa una lapide dedicata ad Arnaldo Mussolini. Infine è presente all'interno della villa anche una nicchia con una statuetta di Gesù.

#### Parco Satriano ex Parco Amore
Questo parco si trova in via dei Goti, alla sua fondazione si chiamò Amore poi gli venne cambiato il nome in parco Satriano.

#### Piazza Annunziata
La piazza Annunziata è una piazza molto famosa ad Angri, è stata fatta costruire dall'ex sindaco di Angri Giovanni Alfano negli anni '70, al suo posto veniva effettuato il mercato cittadino che attualmente è stato spostato in via Leonardo Da Vinci. In passato aveva una fontana ornamentale costruita in mattonelle che è stata poi sostituita da una nuova anch'essa sostituita dalla statua del fondatore e successivamente Sant'Alfonso Maria Fusco nel 2001, anno in cui venne beatificato. Vicino alla statua del fondatore è presente una statua sempre in metallo di San Padre Pio, inaugurata nel 1997, a devozione dei fedeli angresi. Vi è anche un'isola pedonale limitrofa alla piazza adibita a parcheggio pubblico.

#### Piazza Don Enrico Smaldone ex Piazza Trivio
Questa piazza si è evoluta intorno alla chiesa e alla congrega di Santa Caterina di Alessandria, si divide in due parti per la diramazione di via Ardinghi che passa anche dinanzi alla chiesa. Si possono trovare un monumento alla Vergine Immacolata, una statua in metallo di Don Enrico Smaldone, delle croci di legno della missione dei padri redentoristi e un'edicola sacra contenente Gesù crocifisso.

#### Piazza Doria
Piazza Doria è la piazza principale della città, si trova nel cuore di Angri, limitrofa al castello omonimo dal quale prende il nome. Dall'anno 2007 all'anno 2008 sono state ampiamente ristrutturate e riqualificate le 3 zone della piazza. Vi era su una delle 3 isole una fontana pubblica attualmente non più esistente, su un'altra zona invece vi è presente il monumento ai caduti della prima e seconda guerra mondiale.

#### Piazza San Giovanni Battista
Piazza San Giovanni o lo spiazzo di fronte alla collegiata omonima si dirama di fronte alla chiesa omonima e lungo la parte est del castello Doria.

#### Piazza Sorrento
Piazza Sorrento è sorta dopo l'abbattimento della parte delle mura esterne presenti in quella zona.

### Urbanistica

#### Ex frazioni
Angri aveva due frazioni, perse nel tempo:
- La prima era Bagni passata poi alla vicina città di Scafati;
- La seconda frazione invece era Sant'Egidio del Monte Albino divenuto successivamente un comune autonomo.

## Economia
In passato l'economia locale era basata principalmente sull'agricoltura, mentre successivamente ha avuto un forte sviluppo industriale. Quasi il 90% delle industrie presenti sul territorio operano nel settore conserviero; più specificatamente pomodori in scatola e derivati (passate di pomodoro, pelati). Ad Angri ha sede il gruppo alimentare La Doria.

## Infrastrutture e trasporti

### Strade
La città di Angri è dotata di un doppio svincolo autostradale sulla A3 Napoli-Salerno, facente parte della Strada Europea E45: Angri nord, che serve anche il Comune di S. Antonio Abate, Angri sud, che permette il collegamento con la costiera amalfitana.
Angri posta lungo la Strada statale 268 del Vesuvio, che la collega con la ex Strada statale 162 dir del Centro Direzionale, ed è attraversata dalla Strada statale 18 Tirrena Inferiore, la cosiddetta "Nazionale".
Fra il 1911 e il 1952 tale arteria era percorsa dal binario della tranvia Salerno-Pompei, esercita dalla società Tranvie Elettriche della Provincia di Salerno (TEPS).
Le principali strade provinciali di Angri sono: la 185 Via Longa-Innesto SS 18-Ortaloreto-Ortalonga-Innesto SS 367, la 287 Innesto SS 18 (Scafati)-confine centro abitato di Angri e la 319 Via Badia di Angri-Via Santa Lucia-Cavalcaferrovia-Innesto-SS 18.

### Ferrovie
La città è servita dalla stazione di Angri, ubicata lungo la ferrovia Napoli-Salerno e servita da treni regionali svolti da Trenitalia nell'ambito del contratto di servizio stipulato con la Regione Campania.

### Mobilità urbana
Il trasporto pubblico urbano è gestito mediante autolinee dalla società Busitalia.

## Amministrazione
| Periodo           | Periodo           | Primo cittadino             | Partito                                          | Carica                    | Note            |
| ----------------- | ----------------- | --------------------------- | ------------------------------------------------ | ------------------------- | --------------- |
| 12 dicembre 1860  | 30 dicembre 1865  | Matteo Montefusco           |                                                  | Sindaco                   |                 |
| 31 dicembre 1865  | 1867              | Pietro De Angelis           |                                                  | Sindaco                   |                 |
| 1867              | 29 gennaio 1873   | Luigi D'Amelia              |                                                  | Sindaco                   | [ 107 ]         |
| 30 gennaio 1873   | 10 dicembre 1875  | Antonio Adinolfi            |                                                  | Sindaco                   | [ 108 ]         |
| 11 dicembre 1875  | 19 gennaio 1883   | Carmine Francesco D'Antonio |                                                  | Sindaco                   | [ 109 ]         |
| 20 gennaio 1883   | 25 luglio 1918    | Francesco Adonolfi          |                                                  | Sindaco                   | [ 110 ]         |
| 26 luglio 1918    | 21 novembre 1918  | Luigi Farina                |                                                  | Commissario regio         |                 |
| 22 novembre 1918  | 6 novembre 1920   | Leopoldo Perris             |                                                  | Delegato straordinario    | [ 111 ]         |
| 7 novembre 1920   | 12 maggio 1923    | Ettore D'Amelia             |                                                  | Sindaco                   |                 |
| 15 maggio 1923    | 6 ottobre 1923    | Alfonso Mauri               |                                                  | Sindaco                   | [ 112 ]         |
| 7 ottobre 1923    | 4 aprile 1925     | Leopoldo Perris             |                                                  | Commissario prefettizio   |                 |
| 5 aprile 1925     | 10 maggio 1925    | Umberto Milanesi            |                                                  | Commissario prefettizio   | [ 113 ]         |
| 11 maggio 1925    | 26 aprile 1927    | Leopoldo Perris             | Partito Nazionale Fascista                       | Sindaco                   | [ 114 ]         |
| 3 maggio 1927     | 22 giugno 1928    | Vincenzo Perazzi            |                                                  | Commissario prefettizio   | [ 115 ]         |
| 6 luglio 1928     | 11 aprile 1938    | Leopoldo Perris             | Partito Nazionale Fascista                       | Podestà                   |                 |
| 18 aprile 1938    | 6 settembre 1943  | Arturo Cosenza              | Partito Nazionale Fascista                       | Podestà                   | [ 116 ]         |
| 29 settembre 1943 | 5 giugno 1944     | Antonio Adinolfi            |                                                  | Straordinario             | [ 117 ]         |
| 6 giugno 1944     | 20 giugno 1946    | Francesco Adinolfi          |                                                  | Sindaco                   | [ 118 ]         |
| 21 giugno 1946    | 28 ottobre 1946   | Enrico Bellelli             |                                                  | Commissario prefettizio   |                 |
| 28 ottobre 1946   | 28 ottobre 1952   | Vincenzo Smirne             |                                                  | Sindaco                   |                 |
| 29 ottobre 1952   | 18 aprile 1953    | Renato Guerra               |                                                  | Sindaco                   | [ 119 ]         |
| 27 aprile 1953    | 7 aprile 1954     | Alessandro Alberico         |                                                  | Commissario prefettizio   |                 |
| 8 aprile 1954     | 7 dicembre 1954   | Angelo Antonio Mancini      |                                                  | Commissario prefettizio   |                 |
| 8 dicembre 1954   | 20 marzo 1958     | Matteo Smaldone             |                                                  | Sindaco                   | [ 119 ]         |
| 21 marzo 1958     | 1959              | e Ottavio Atorino           |                                                  | Sindaco                   | [ 120 ]         |
| 1959              | 1961              | Matteo Smaldone             |                                                  | Sindaco                   | [ 121 ]         |
| 9 settembre 1961  | 25 luglio 1963    | Luigi Campanile             | DC                                               | Sindaco                   | [ 119 ]         |
| 2 settembre 1963  | 4 gennaio 1965    | Francesco Nasti             | DC                                               | Sindaco                   | [ 122 ]         |
| 28 gennaio 1965   | 8 agosto 1967     | Federico Gilblas            | DC                                               | Sindaco                   | [ 119 ]         |
| 12 settembre 1967 | 7 agosto 1969     | Luigi Nasti                 | DC                                               | Sindaco                   | [ 123 ]         |
| 12 agosto 1969    | 18 settembre 1970 | Pietro Vaccaro              | DC                                               | Sindaco                   | [ 124 ]         |
| 30 settembre 1970 | 1979              | Giovanni Alfano             | DC                                               | Sindaco                   | [ 125 ]         |
| 1979              | 1980              | Mario Abate                 | DC                                               | Sindaco                   |                 |
| 1981              | 1985              | Bartolo D'Antonio           | DC                                               | Sindaco                   | [ 125 ]         |
| 1990              | 1991              | Giuseppe Chiavazzo          | DC                                               | Sindaco                   |                 |
| 1991              | 1992              | Santolo Coppola             | DC                                               | Sindaco                   | [ 126 ]         |
| 1992              | 1993              | Alessandro D'Antonio        | PDS                                              | Sindaco                   | [ 127 ]         |
| 1993              | 1994              | Francesco Buonaventura      | PDS                                              | Sindaco                   | [ 128 ]         |
| 1994              | 6 maggio 1995     | Bartolo D'Antonio           | DC                                               | Sindaco                   | [ 129 ]         |
| 7 maggio 1995     | 24 gennaio 1999   | Umberto Postiglione         | PPI                                              | Sindaco                   | [ 130 ]         |
| 25 gennaio 1999   | 26 giugno 1999    | De Vivo Vincenzo            |                                                  | Commissario prefettizio   |                 |
| 27 giugno 1999    | 27 maggio 2004    | Umberto Postiglione         | PPI - La Margherita                              | Sindaco                   | [ 131 ]         |
| 28 maggio 2004    | 20 febbraio 2007  | Giuseppe La Mura            | DL - La Margherita                               | Sindaco                   | [ 132 ]         |
| 21 febbraio 2007  | 27 febbraio 2007  | Maria Rosa Falasca          |                                                  | Commissario prefettizio   |                 |
| 28 febbraio 2007  | 11 giugno 2007    | Antonio Di Prisco           |                                                  | Commissario straordinario |                 |
| 12 giugno 2007    | 11 marzo 2009     | Gianpaolo Mazzola           | Forza Italia - PdL                               | Sindaco                   | [ 133 ]         |
| 12 marzo 2009     | 12 aprile 2010    | Bruno Pezzuto               |                                                  | Commissario prefettizio   |                 |
| 12 aprile 2010    | 14 giugno 2015    | Pasquale Mauri              | Unione di Centro                                 | Sindaco                   |                 |
| 14 giugno 2015    | 12 giugno 2019    | Cosimo Ferraioli            | Liste civiche - Forza Italia                     | Sindaco                   | [ 134 ] [ 135 ] |
| 12 giugno 2019    | 17 gennaio 2020   | Alessandro Valeri           |                                                  | Commissario prefettizio   | [ 136 ]         |
| 17 gennaio 2020   | in carica         | Cosimo Ferraioli            | Liste civiche di centro-destra - Noi con Salvini | Sindaco                   | [ 137 ]         |

## Sport

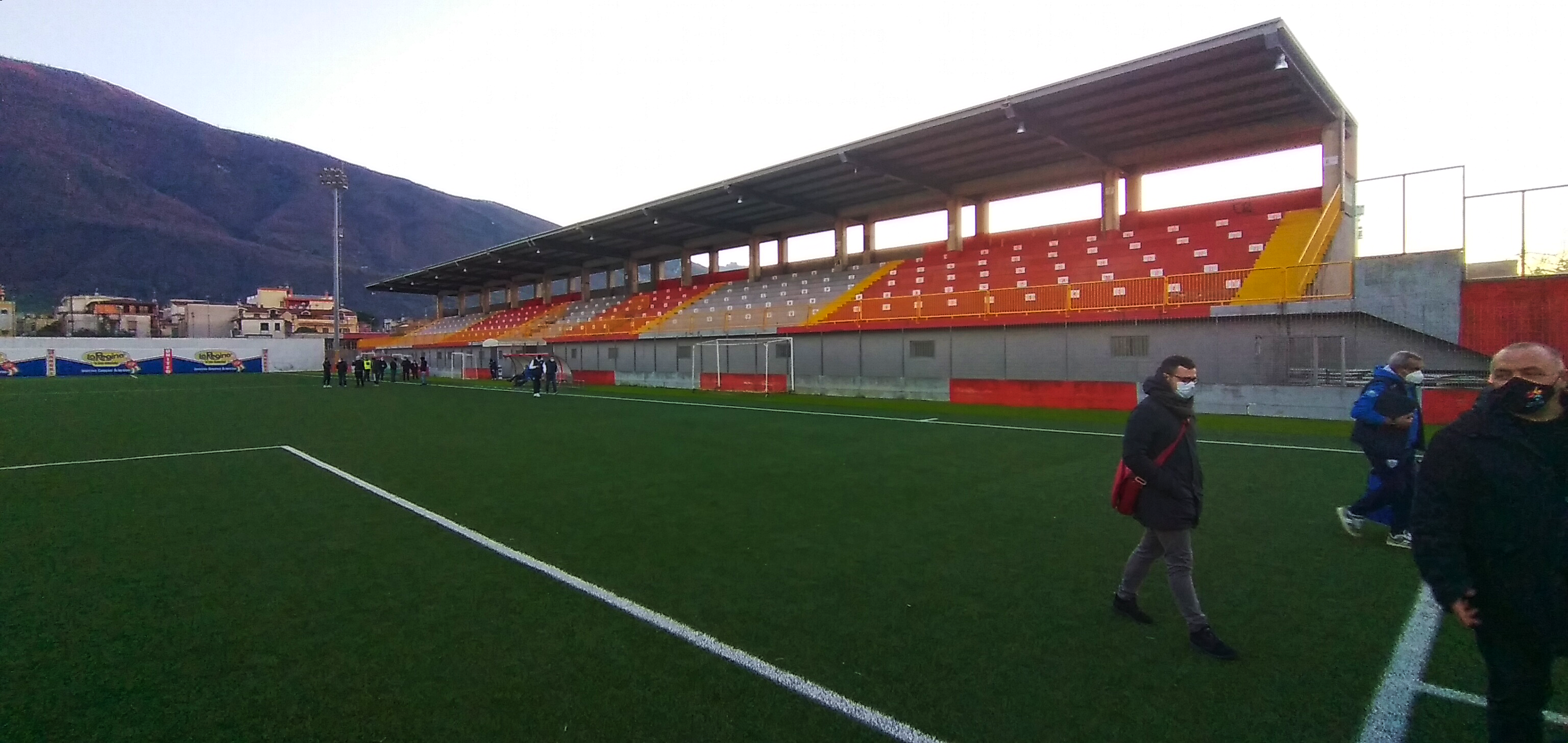
Prospetto di una parte dello stadio calcistico Pasquale Novi.

Hanno sede nel comune le società di Basket: Angri Pallacanestro, Pol. Alfonso Negro Angri Basket e Centro Olimpia Angri Basket.
La squadra di calcio Unione Sportiva Angri 1927 nella stagione 2022-2023 militava in Serie D.

### Impianti sportivi
- Campo di palabasket Fusco;
- Campo di palabasket Galvani;
- Campo di calcio Pasquale Novi;
- Campo comunale di Angri Tennis e Padel.